# IS 〈インフィニット・ストラトス〉
『IS 〈インフィニット・ストラトス〉』（Infinite Stratos）は、弓弦イズルによる日本のライトノベル。およびこれを原作としたメディアミックス作品。弓弦のデビュー作でもある。イラストはokiura（MF文庫J版）→CHOCO（オーバーラップ文庫版）が担当している。2013年12月時点で累計発行部数は220万部を突破している。

## 沿革
2009年5月、MF文庫Jにて第1巻が刊行された。2010年3月には第4巻の帯で赤星健次の作画によるコミカライズが発表され、『月刊コミックアライブ』2010年7月号より連載が開始された。
2010年6月発売の第5巻帯にてテレビアニメ化が発表され、2011年1月から同年3月まで放送された。
2011年4月に第7巻が刊行されて以来、続刊刊行が途絶えていたが、2012年12月29日には出版レーベルをオーバーラップ文庫へ、イラストレーターをCHOCOへそれぞれ変更し、続刊刊行や関連事業を再開する「IS 〈インフィニット・ストラトス〉プロジェクト再起動」が発表された。
2013年4月20日にはステージイベント「ISオールナイトフェスティバル」にてテレビアニメ第2期の制作が発表され、新コミカライズも同年5月発売の『月刊サンデーGX』（小学館刊）2013年6月号から結城焔の作画による連載が開始された。

## あらすじ
女性にしか反応しない世界最強の兵器「インフィニット・ストラトス」（Infinite Stratos）、通称「IS」（アイエス）の出現後、男女の社会的な立場が完全に一変、女尊男卑が当たり前になってしまった時代。
主人公の織斑一夏は、自身が受ける高校の入学試験会場を間違えて、IS操縦者育成学校「IS学園」の試験会場に入室。そこにあったISを男性でありながら起動させてしまったため、強制的にIS学園に入学させられてしまう。
「世界で唯一ISを使える男」である一夏は、彼以外が全員女子のIS学園生徒たちにとっては興味の的。さまざまな出会いや再会を通し、一夏の前途多難な日常と、ISを巡る戦いの日々が始まる。

## 登場人物
※ 「声」はアニメ版での声優を表し、特筆することがない限りオリジナル（日本語版）、英語版の順に記述している。

### IS学園

#### 主要メンバー
織斑 一夏（おりむら いちか）
声 - 内山昂輝、前田綾乃（小学生時代）、ジョシュ・グレイル（英語版）
本作の主人公。1年1組および生徒会所属。男性ながらISを扱える世界唯一の存在。飄々とした掴みどころのない性格だが、直情的になりやすい面もある。幼少期から「誰か（何か）を守ること」に強い憧れを持つが、それに拘るあまり自身の実力を弁えない行動が目立つ。
姉譲りの端正な顔立ちに加え、異性をときめかせる天然ジゴロな言動も相まり、多くの女子から好意を寄せられている。しかし、周囲が呆れるほどの鈍感ぶりを見せ、ヒロイン勢の想いもまったく意に介していなかった。そんな中、『ワールド・パージ』を通じて心境が変化し、奥手ながらも彼女たちを意識し始めている。
会話中によく小粋なジョークを思いつくが、簪を除いたキャラクターからは総じて不評。さらに考えが表情に表れやすいらしく、オチを先読みされて突っ込まれたり、失礼なことを考えて相手をたびたび怒らせている。周囲からは「言動が年寄りっぽい」と評されている。
常に働いている千冬に代わり、家事全般をこなしてきた。家庭的で自炊やマッサージが得意であり、ヒロイン勢からもたびたび称賛されている。小学生時代、篠ノ之神社にある剣術道場へ通っていた過去があり、さらに箒よりも強かったなど身体能力も高い。しかし、中学時代にアルバイト三昧の生活を送っていたため、ストーリー序盤はすっかり鈍っていた。
千冬との姉弟仲は至って良好。日頃から身の回りの世話をかいがいしく行うなど、ヒロイン勢からはシスコン疑惑を抱かれている。物心つく前に両親に捨てられ、以来ずっと千冬と2人きりで暮らしてきた。両親のことは顔も覚えておらず、幼少期の記憶もあまりない。物語終盤、生体兵器として生み出された試験管ベビーであることが判明。
高校受験の際、誤ってIS学園の試験会場に入り、受験者用のISを起動させたことが発端。入学後もあまり気乗りしていなかったが、度重なるトレーニングや実戦などを通じ、驚異的なスピードで腕を上げている。ただし、入学時のISにまつわる知識・操縦技術が皆無だったため、他の専用機持ちに比べて劣っている描写が目立つ。
しばらくは部活に入っていなかったが、5巻の学園祭にて生徒会長の楯無の提案による「クラブ対抗一夏争奪戦」で生徒会が実質勝利したことで副生徒会長に任命され、指定の部活動へ期間限定のレンタル部員として随時派遣されることとなった。これは一夏が特定の部へ所属しないことによる、各部や学園長からの苦情に対する措置である。
家族に関する話題は千冬との間で暗黙の了解で禁句となっており、自らも避けていたがマドカとの接触を機に気に留めるようになる。
ルームメイトは「篠ノ之箒」⇒「シャルロット・デュノア」⇒「更識楯無」⇒「シャイニィ（猫）」。
専用ISは「白式」⇒「第二形態・雪羅」⇒「第三形態・王理」。IS適性は「B」。
篠ノ之 箒（しののの ほうき）
声 - 日笠陽子、モニカ・ライアル（英語版）
本作のメインヒロイン。1年1組および剣道部所属。一夏曰く「ファースト幼馴染」。長い黒髪をポニーテールに結んだ古風な大和撫子であり、歳不相応に発育した巨乳の持ち主。実家は剣術道場を営んでいた篠ノ之神社。幼い頃から剣道を嗜んでおり、中学3年生時には全国大会で優勝している。一見すると質実剛健のしっかり者だが、不器用で素直になれないツンデレ体質。制服は標準デザインのままだが、スカート丈は短めでロングブーツに白のニーソックスを着用。
一夏とは剣術道場の同門であり、小学校1年時からずっと同じ学級だった。当初は馬が合わずに衝突を繰り返していたが、同級生の男子から庇ってくれたことを機に心を開き、それから剣道を通じて打ち解けていった。一夏に対する想いは非常に強く、疎遠になってからも彼のことを想い続けていた。自分に都合のいい妄想・解釈をすることも多い。
物語序盤はヒステリックな振る舞いが目立ち、暴力的な行動へ出ることも多かった。しかし、次第に悪癖であると自覚するようになり、その傾向は薄れてきている。さらに昔から人付き合いが苦手で集団から孤立する傾向があったが、学園入学後は少しずつ周囲に溶け込むようになり、友人も増えて買い物へ行くようにまでなった。
入学当初、味なし炒飯を作って一夏に文句を言われるなど、料理の腕はあまり高くなかった。以後は練習で発生した大量の失敗作を自分で処分したからか、急激に上達して純粋に料理がうまいと言われるまでになった。
姉である束がISを発明して以来、小学4年生時から政府の重要人物保護プログラムにより日本各地を転々とさせられており、一家は離散状態にある。後に（もっとも保護（監視）が必要な）束が失踪してからは執拗な監視と聴取を繰り返されており、心身共に負担を受け続けてきた。IS学園にも束の妹という理由で政府により入学させられたため、束には強いコンプレックスを感じている。そうした過酷な生活の影響からか、カッとなって暴力的行動に出易く、力に溺れて自分や周りを見失うといったこともあり本人も気にしている。中学3年生の時の剣道の全国大会では、優勝したものの試合後にそれが単なる憂さ晴らしでしかなかったことに気付いて強い自己嫌悪に陥った。「銀の福音」と交戦した際にも封鎖海域内を航行していた密漁船を犯罪者であるという理由で見捨てようとし、一夏が負傷する事態を招く一因となった。元々ISに対しては道具以上の感覚を持っていなかったことと自責の念もあり、もうISには乗らないとまで思いつめた。だが、鈴からハッパをかけられたこともあってどうにか立ち直り、再び「銀の福音」と戦うことを決意している。
IS学園入学当初は、一夏ほどではないもののISに関する成績は芳しいものではなかったが、次第にその身体能力の高さと剣道の腕がISの操縦に活かされるようになる。「銀の福音」との再戦時に単一仕様能力「絢爛舞踏」を発動し、勝利に大きく貢献した。その後、誰の助けも受けようとせず実力が伸び悩んでいたが、一夏に少し遅れて楯無の指導を受けるようになる。「サイレント・ゼフィルス」の襲撃時には楯無に受けた助言に従って行動し「絢爛舞踏」を任意に発動できるようになった。専用機のみのタッグマッチトーナメントの前にも楯無の指導を受けており、実力が向上し続けている。また、「ゴーレムIII」との戦闘時に突然出現した新装備の特性を瞬時に理解するなど、徐々に才能を発揮してきている。
幼少期は姉の束のことを慕っていたが、ある「事件」を境に束を避けるようになった。そんな中「紅椿」を与えてくれたことをきっかけに束との関係について悩むようになる。その後、楯無との交流を通して、束との関係を修復を徐々に考えるようになる。
ルームメイトは「織斑一夏」 ⇒ 「鷹月静寐」。
専用ISは「紅椿」（3巻より）。IS適性は当初は「C」、ISに関しては他人に説明するのが下手で擬音だらけの表現になる。7巻で楯無によるステータスチェックで「S」であることが判明した。適性「S」を出した者は世界でもヴァルキリーやブリュンヒルデくらいしかおらず、しかも、わずか半年程度でこれほどの変化を見せた者は前例が無い。この急激な適性の向上は束と関係があるのではないかと楯無は推測している。また、8巻におけるクロエのワールド・パージに対して他の4人より効果が薄く、プログラムによって「作られた一夏」を自分の意志で消してしまった（箒以外の者が作った一夏は、一夏が倒した）。
セシリア・オルコット（Cecilia Alcott）
声 - ゆかな、ブリトニー・カボウスキー（英語版）
本作のヒロインの一人。1年1組およびテニス部所属。イギリス代表候補生。縦ロールに整えた長い金髪に透き通った碧眼が特徴。誰にでもお嬢様口調で話し、ほとんどの人間を呼び捨てにせず、敬称を用いる。白人としては胸がやや小さいものの、ヒロイン勢の中では大きい部類に入る。上流階級に生まれ育ったため、プライドが高くて物腰も上品だが、自身のステータスを鼻にかけている。その反面、見栄っ張りで子供っぽい性格。制服はパニエやペチコートを組み込み、ドレス風に改造している。その他、黒いストッキングを着用している。
名門貴族の令嬢。実は数年前、列車事故により両親を亡くしている。それから勉強を重ね、周囲の大人たちから両親の遺産を守ってきた努力家。男尊女卑の時代から家業発展に尽力した母親のことは尊敬していたが、婿養子という立場の弱さから卑屈になる父親に対し、強い憤りを覚えていた。
先述の影響により、当初は一夏に対して高圧的な態度を取っていた。クラス代表を決めるIS模擬戦の中、自身が思い浮かべる「理想の男」の姿を見せた一夏に好意を抱くようになる。それ以降、一転して親身に接していく。代表候補生として培ってきた知識や経験を活かし、IS操縦技術の向上を手助けしようとしている（一夏にアタックするための口実）。後にIS模擬戦闘での成績が下がりがちになり、試験機的要素の強い専用ISの性能も相まって実戦では連戦連敗を喫していることに苦悩したが、「サイレント・ゼフィルス」との戦闘を経てビームの偏向射撃を習得した。
未自覚ながら大の料理下手。見た目こそまともだが、味見をしないため壊滅的に仕上がる。ただ自作の料理と専属メイドのチェルシーの料理を食べ比べて以降、真面目に味見を行うようになり、ある程度上達する。しかし、今度は食べた一夏が悶絶するほどの激辛トムヤムクンを作るなど過激な料理を作るようになる。
ルームメイトは如月キサラ。部屋内は自身が持ち込んだ特注の家具で埋め尽くされており、スペースの大半を占領している状態となっている。照明や壁紙も自分の好みのものに替えている。
専用ISは「ブルー・ティアーズ」。IS適性は「A」（うちBTシステム適性「A」）。ISに関しては理路整然と説明するが表現が細かすぎて逆にわかりにくいものとなっている。
凰 鈴音（ファン リンイン、Huang Lingyin）
声 - 下田麻美、ヒラリー・ハーグ（英語版）
本作のヒロインの一人。1年2組（後に1組）およびラクロス部所属。中国代表候補生。一夏曰く「セカンド幼馴染」。愛称は「鈴（りん）」。小柄でツインテールに八重歯という可愛らしい容貌だが、考えるより行動というサバサバ系。貧乳が最大のコンプレックス。冬服は肩が大きく露出しており、夏服はへそ出しブラウスに丈の短いキュロットという改造を加え、標準デザインから大きく逸脱した制服となっている。
ヒロイン勢の中でも気性が激しく、素行やマナーが悪い。自他ともに認めるほどフットワークが軽く、IS学園への編入時もボストンバッグひとつだった。蹴り技や動体視力に優れているなど、身体能力もかなり高い。
実家が中華料理店だったため、中華全般が得意。一夏と知り合った頃は壊滅的だったが、その後どうにか上達した模様。中華以外も見栄えはよくないが、味はまともらしい。
一夏に対する想いは箒に劣っておらず、彼女に次いでツンデレ傾向が強い。一夏とは互いの家を気兼ねなく行き来する間柄だったが、彼の姉である千冬に苦手意識を抱いている。その他、弾の妹である蘭とは一夏を巡ってライバル意識を持っていた。
小学5年生時、箒と入れ違いの形で中国から転校してきた。初対面時、一夏の顔面にグーパンチを喰らわしている（理由は不明）。それから中学2年時まで一夏と時間を共にしていたが、両親の離婚に伴って中国へ帰国することになった。
中学3年時からISの猛勉強を始め、わずか1年で専用機持ちの代表候補生になった努力家。軍部から入学を勧められた際は他国に興味がなく拒否していたが、一夏の入学の件を知ると一転して軍部を脅す形で編入した。
ルームメイトは「ティナ・ハミルトン」。
専用ISは「甲龍」。IS適性は「A」。ISに関しては基本的に「勘」でこなしており、他人に対して説明することは端から放棄している。
シャルロット・デュノア（Charlotte Dunois）
声 - 花澤香菜、シャノン・エメリック（英語版）
本作のヒロインの一人。1年1組および料理部所属。フランス代表候補生。中性的な顔立ちで後ろ髪を結んだ金髪紫眼の美少女。一人称は「僕」。常にボーイッシュな印象を与え、スレンダーながら胸も大きい。ヒロイン勢では珍しく、穏和で控えめな優等生タイプ。誰に対しても人当りがよく、気配り上手で他の専用機持ちのフォローに回ることも多い。その反面、抜け駆けのような形で一夏に迫ることも多く、その点は他のヒロインたちから警戒されている。同時にかなり嫉妬深く、一夏曰く「怒らせると一番怖い」。
初登場時は男装し、世界で2人目となる男性操縦者という触れ込みだった。「シャルル・デュノア」という偽名を用い、IS学園に転入してきた。デュノア社の社長であるアルベール・デュノアの実子だが、愛人との間に生まれた隠し子。2年前、母親（声 - 嶋村侑）が死亡した後はデュノア家に引き取られたが、居場所がなく肩身の狭い思いを強いられていた。その後、偶然IS適性が高いことが判明したことから、自分の意志と関係なくIS開発のための道具として扱われてきた。IS学園へ転入したのも、デュノア社がIS開発の遅れによる経営危機に陥ったため、数少ない男性の操縦者として世間の注目を集めることで会社をアピールするとともに、一夏に接近して彼とそのISである「白式」のデータを盗め、という社長命令によるものであった。
当初、男同士ということで一夏と部屋も同室となり、訓練や私生活を通して友情を深めていたが、間もなくアクシデントにより女性であることがバレてしまう。一夏へ真相を告げて学園を去ろうとするが、彼の説得で思いとどまり、同時に自分の居場所を作ってくれた彼に好意を抱くようになる。初めは本名を一夏だけに明かしたが、その直後、本来の名と性別で再入学を果たしたため、あらためて一夏によって「シャル」という愛称を付けられる。なお、実家の意向に逆らったものの、デュノア社からは滞りなく武装や追加装備がシャルロットに届いている。
エクスカリバー戦前にデュノア社に立ち寄り、専用機「ラファール・リヴァイヴ・カスタムII」は「コスモス」と融合し特殊第三世代「リィン・カーネーション」となり、その際に父親アルベールが自身をIS学園に転入させた真意、自分や母に対し確かな愛情を抱いていたことを知り、実家とのわだかまりは解消された。
男装していた時は、制服は無改造のままだったが、喉仏が無いのを隠すためか、下にハイネックのシャツを着ていた。女子用の制服に変わった後も特に改造はしていないが、スカートの丈は箒と同様に短めとなっている。さらに素足にスニーカーを穿いているため、肌の露出はかなり大きい。
再入学後はラウラと同室になり、年頃の少女の感覚に疎いラウラの世話を焼いたりして良好な関係を築いている。
ルームメイトは「織斑一夏」 ⇒ 「ラウラ・ボーデヴィッヒ」。
専用ISは「ラファール・リヴァイヴ・カスタムII」 ⇒ 「リィン・カーネーション」。IS適性は「A」。
ラウラ・ボーデヴィッヒ（Laura Bodewig）
声 - 井上麻里奈、ティファニー・グラント（英語版）
本作のヒロインの一人。1年1組および茶道部所属。ドイツ代表候補生。IS配備特殊部隊「シュヴァルツェ・ハーゼ」隊長。階級は少佐。ストレートの長い銀髪にオッドアイ（右目は赤色・左目は金色）という容貌を持ち、左目には黒い眼帯をしている。かなりの小柄かつ細身だが、正規軍人にして遺伝子強化試験体（織斑姉弟と同じく生体兵器の試験管ベビー）。体術などを含めた戦闘能力は極めて高く、唾液には微量の医療用ナノマシンが含まれている。
戦うための道具としてありとあらゆる兵器の操縦方法や戦略などを体得し、好成績を収めてきた。ISの登場後、適合性向上のために行われたヴォーダン・オージェの不適合により左目が金色に変色し、能力を制御しきれず以降の訓練では全て基準以下の成績となってしまう。このことから「できそこない」と見なされて存在意義を見失っていたが、ISの教官として赴任した千冬の特訓により部隊最強の座に再度上り詰めた。この経緯から、ラウラは彼女を尊敬し「教官」と呼んでいる。制服は一部改造を加えており、スカートではなく第二次大戦時のドイツ空軍の軍服に似たデザインのズボンを穿いている。
シャルロットと同時期にIS学園に転入してきた。もともとは冷徹な性格の持ち主で、表情の変化にも乏しく、その威圧感から部隊内でも孤立していた。転入当初は一夏に対して、千冬がモンド・グロッソ2連覇を逃した遠因を作ったことから、「教官に汚点を残させた張本人」として毛嫌いしていた。また、他の学生たちのことも見下しており、後のツーマンセルのトーナメントでも、パートナーである箒のことを足手まといと決めつけ、連携を全くとろうとしなかった。しかし、その際に起きた自身のISの暴走を一夏に救われ、その際の「お前を守ってやる」という一言がきっかけで彼に惚れてしまい、一夏のファーストキスを奪う。
一夏に惚れてからは彼を自分の嫁にせんとアプローチしている。本来は婿であるが、クラリッサに恋愛相談を持ちかけた際に「日本では気に入った相手を『自分の嫁にする』という風習がある」という、間違った知識を教わったため、この表現を用いている。
ルームメイトとなったシャルロットを始めとする他の生徒との交流を通じて次第に性格も柔和になり、年頃の少女らしい反応を見せるようにもなってきている。しかし、これまで軍の戦いの道具（ = 生体兵器）としての生き方ばかり叩き込まれてきたため、一般的な学生や年頃の少女の感覚に疎い上、部隊の仲間から日本の文化に対する色々な（誤った）知識を吹き込まれているので、おかしな行動を取ってしまうことも多い。明快かつロジカルな考え方をする傾向が強く、思ったことはストレートに口にするため、一夏への好意もことあるごとにはっきりと公言しており、一夏に好意を持つ他の専用機持ちの面々からはその性格を羨ましがられている。また、一夏にタッグを断られて気が立っていた際には、多額の金を払ってまで手に入れた唯一の一夏の写真にナイフで穴を空けてしまい、動揺する乙女な面も見せている。
ヒロイン達との仲は基本的に悪くはなく、一夏のことでも多少、妬む程度だが、楯無に対しては一夏に対する馴れ馴れしさから、いい印象は抱いていない。
なお、料理の腕に関しては、刃物の扱いに非常に長けているうえに軍のローテーションで食事係も経験しているため、できなくはない模様。ただしそれはあくまで「生き抜くため」の技術であり、一般的なレシピの知識は乏しい。おでんを作った時は見よう見まねで作ったため、若干ズレたものになっていた。
ルームメイトは（転入直後は不明） ⇒ 「シャルロット・デュノア」。
専用ISは「シュヴァルツェア・レーゲン」。IS適性は「A」。
更識 簪（さらしき かんざし）
声 - 三森すずこ、キラ・ヴィンセント＝デイヴィス（英語版）
本作のヒロインの一人。1年4組（後に1組）および生徒会所属。日本代表候補生。登場時期はかなり遅いものの、存在自体は第1巻時から示唆されていた。セミロングの内巻きの癖毛と四角眼鏡が特徴。スタイルも悪くないが、楯無や布仏姉妹に比べて胸が控えめ。趣味はアニメ鑑賞（特に勧善懲悪のヒーローものがお気に入り）。
制服は通常の物をベースに左の二の腕に腕輪のような装飾物を付け、スカートの両端にも頭に取り付けているISのヘッドギアらしきものに似たメカを取り付けている。さらには黄土色のパンティーストッキングに黒地のオーバーニーハイブーツを着用している。
明朗快活な姉と違って、内気かつオタク的な性格。他者を遠ざける傾向があり、クラスでも孤立気味だった模様。幼少期より姉と比較され続けた結果、いつしか心を塞いで現在のような人格が形成された。このような境遇から「自分を助けに来てくれるヒーロー」に憧れている。偉大過ぎる姉に対して強いコンプレックスを抱いており、自分を卑下していたが、代表候補生というだけあって非常に優秀な人材。演算処理や情報分析、空間認識などの能力は際立って高く、電脳世界編では的確なサポートを行っている。
代表候補生でありながら自分の専用機が「白式」開発の煽りを受けて完成されず、ずっと専用機関係の行事へ参加できなかったため、一夏のことを恨んでいた。かつて姉の楯無がそうしたように、専用機を自ら組み上げることでコンプレックスを解消しようと努力するもうまくいっていなかった。そこへ、一夏から専用機限定タッグマッチのパートナーを持ちかけられる。最初は断っていたが、ふとしたことでうっかり承諾の返事をしてしまった結果、戸惑いつつもコンビを組むこととなった。一夏や整備科の協力によって専用機が完成したことから独力の限界と人の心の温かさを悟って、一夏に心を開くようになる。しかし、その直後に一夏がパートナーを持ちかけたのが、実は姉の楯無からの依頼によるものだったことを知ってしまい、ショックを受け、落ち込んでしまうが、ゴーレムIIIの襲撃事件を経て成長。姉との疎遠な関係を氷解させることができた。そして、一夏に自分が抱く理想のヒーロー像を見て彼に好意を抱くようになる。
早い段階で一夏を呼び捨てで呼べるようになっていたが、他の恋のライバルとなる箒、セシリア、鈴、シャルロット、ラウラの5人はいずれも我の強い性格であったため、当初は一夏との接触に及び腰となっていた。しかし、徐々にしたたかさも見せるようになっており、他の5人が一夏とのキスを巡っている隙にさり気無く抜け駆けで実行に移そうとしたり、それを箒とラウラに阻止された際には理論武装による長い弁解をしている。また、一夏を電脳世界に送る際にはスタンガンを使って気絶させるなど、過激な面も見せている。
なお、MF文庫J版の単行本7巻の表紙は箒だったが、オーバーラップ文庫の新装版の表紙では簪に変更されている。
専用ISは「打鉄弐式」。
更識 楯無（さらしき たてなし）
声 - 斎藤千和、ジェシカ・カルベロ（英語版）
本作のヒロインの一人。2年生および生徒会長。現ロシア代表操縦者。裏工作を実行する暗部に対する対暗部用暗部「更識家」の当主であり、17代目の楯無。「楯無」とは更識家当主が代々襲名する名前であり、彼女の本名は更識 刀奈（さらしき かたな）。
明瞭快活で文武両道、料理の腕も絶品でさらに抜群のプロポーションとカリスマ性を持っている。ただし編み物だけは苦手らしい。常に扇子を持ち、時おりそこにセリフ代わりの言葉が書かれている。くすぐり攻撃が得意で一夏、ラウラ、箒が被害に遭っている。
制服は上着がベスト風に改造されており、やや赤紫色がかった茶色のパンティーストッキングを着用している。
ミステリアスで掴み所の無い性格をしており、強引かつマイペースな言動で容赦なく他者を振り回す子供じみた一面があると思えば、飄々とした態度の裏で学園や生徒を守ろうとさまざまな考えを張り巡らせているため、年齢にそぐわない大人っぽい言動をすることもある。また、人の心の掌握にも長けているようで、激昂していた箒とすぐに打ち解けあうなど、短時間で他者を自分のペースに引き込んでは男女問わずに仲良くなる。その点から一夏には「人たらし」と称される。
肉弾戦・IS戦の双方ともに作中屈指の実力を持ち、自他共に認める「IS学園最強」。多種多様な格闘技に精通しており、軍人として訓練を積んできたラウラを手玉に取るほど身体能力は高い。また楯無は日本の生まれ育ちでありながら、「更識家」の特権である自由国籍権によって国籍を変えたことでロシアの代表となったようだが、その経緯は不明。
強力な専用機を持ちながらもその経緯から操縦技術が低い状態にある一夏と箒の専属コーチとなり、日々鍛えている。一時期は生徒会長権限で一夏の部屋に押しかけルームメイトとなり、一夏に下着や裸エプロン（に見せかけた水着エプロン）姿を見せたり、その現場を箒たちに見せ付けて状況をかき乱すなどして楽しんでいる。パチスロ版では「一夏と同部屋になる権利」を掛けたバトルを他ヒロインたちと繰り広げる。同居を解消した後も部屋の鍵を勝手にピッキングして一夏の部屋に入り浸っている。
自分に苦手意識を持つ簪との関係を改善しようと努めていたが、長年上手くいかずにいた。しかし、ゴーレムIIIの襲撃事件を経てお互いに本心をさらけ出し、一夏の尽力もあって簪と和解するに至った。その過程で一夏に惹かれるようになる。ワールド・パージ事件において侵入した「名も無き兵たち」の隊員達を圧倒するが、油断から生身の状態で銃撃を受けて拉致されそうになった窮地を一夏に救ってくれたことから彼に好意を抱く。
一夏に好意を抱くようになってからは一夏のいちいちの言動や行動に箒達以上に過剰な反応をしていつものペースを乱してしまい、完全に舞い上がってしまう。さらには本名を明かした経緯から一夏が婿入りした妄想をして鼻血まで出してしまう。ただし、12巻及び『アーキタイプ・ブレイカー』では生徒会長の身でありながら、それまでは行わなかったISの無断展開を箒達同様に軽々しく行う様になっている。
「IS〈インフィニット・ストラトス〉 ポス×ポスコレクション Vol2」で、アニメ版のキャラクターデザインを担当した倉嶋丈康がイラストを書き下ろしているが、原作の髪色が水色なのに対し、先述したイラストでは紺色に近い色になっている。
現在の専用ISは「ミステリアス・レイディ」。

#### 1年1組
主要メンバーの所属するクラス。ストーリーが進むにつれて専用機持ちが増えていき、第9巻では楯無の意向により専用機持ち全員が集結した。
織斑 一夏（おりむら いちか）
篠ノ之 箒（しののの ほうき）
セシリア・オルコット（Cecilia Alcott）
凰 鈴音（ファン リンイン）
シャルロット・デュノア（Charlotte Dunois）
ラウラ・ボーデヴィッヒ（Laura Bodewig）
更識 簪（さらしき かんざし）
布仏 本音（のほとけ ほんね）
声 - 門脇舞以
更識姉妹の幼馴染であり、簪の専属メイド。生徒会書記。非常にマイペースで間延びした口調を用いる。一夏のことは「おりむー」と呼び、会うたびに腕にくっついている。袖丈がやたらと長い制服や私服、着ぐるみを好んで着用する。常に眠たげな雰囲気を醸していたため、一夏からは「のほほんさん」と呼称されている。
更識家に仕えてきた家系の出身であり、身の周りの世話やISの整備を手伝っている。整備の腕はかなり高いらしく、ライフル銃をあっという間に組み立てるなど、手先はかなり起用（射撃の腕については一夏曰く「0点」）。
外見のデザインはアニメのために倉嶋が手がけており、後に原作の挿絵にもフィードバックされている。
体育祭のコスプレ生着替え走で簪の着替えを手伝ったが、自己紹介で自身のスタイルを公表しようとした結果、簪を怒らせている（自身と比べて簪のスタイルが劣っているため）。3サイズは上から91・59・8…（途中で遮られている）と、かなりグラマラスである。
専用ISは「九尾ノ魂」（ゲーム『アーキタイプ・ブレイカー』にのみ登場）。
鷹月 静寐（たかつき しずね）
声 - 和田カヨ（アニメ第1期） / 上田麗奈（アニメ第2期）
箒の新たなルームメイト。ショートカットと青いヘアピンが特徴。真面目な性格であり、一夏曰く「クラスで一番のしっかり者」。その反面、ジョークが満載された本を好み、箒に「カップルがデートで行くお店ベストテン」という記事が載っている雑誌を貸していた。
サンデーGXのコミカライズ版では癒子と共にウォーターワールド水上ペア障害物レースに出場し、ゴール直前にてセシリアと鈴音がISの無断展開で争っている隙を突いて優勝を果たす。
相川 清香（あいかわ きよか）
声 - 佐藤有世
ハンドボール部所属。本音といつも行動を共にしている。一夏に接近したいと考えている一方で、一夏とヒロイン達の恋愛事情をゴシップとして面白がっている所もある。
8巻で一夏が身体測定を担当した最初の一人だが一夏が計り方がわからず間違えて体に触ってしまい、いやらしい声を上げたことから当時のクラスメイトのヒロイン全員（箒、セシリア、シャル、ラウラ）に成敗されるきっかけを作った。
四十院 神楽（しじゅういん かぐら）
声 - 原由実
剣道部所属。髪型は後頭部に編み込みを入れて下ろした清楚な黒髪のロングヘアーであるが、OL版では後頭部の髪を御団子に纏めたものに変更されている。風貌は大和撫子で清楚で気品がある。旧華族出身である。体育祭のコスプレ生着替え走で箒の着替えを手伝った。制服はひざ元まである長いスカートを着用し、黒いストッキングを穿いている。
アニメ版では温厚な雰囲気であるのに対し、OL版のイラストでは、箒と同様にクールな雰囲気になっている。
鏡 ナギ（かがみ ナギ）
声 - 岩山ちひろ
黒髪ロングと赤いヘアピンが特徴。陸上部所属。制服は太腿までの丈のミニスカートを穿いている。実家が寿司屋であり、セシリアに恥じらいが無いと指摘される。体育祭のコスプレ生着替え走でセシリアの着替えを手伝った。
谷本 癒子（たにもと ゆこ）
声 - 〆野潤子
二つ結びが特徴。自称「7月のサマーデビル」。体育祭のコスプレ生着替え走で当初はシャルロットの着替えを手伝うはずだったが、手伝いを理子に託したことを書かれた置き手紙を残して逃げた。理由は不明。
サンデーGXのコミカライズ版では静寐と共にウォーターワールド水上ペア障害物レースに出場し、ゴール直前にセシリアと鈴音がISの無断展開で争っている隙を突いて優勝を果たしている。
岸原 理子（きしはら りこ）
声 - 籠瀬千恵子
カチューシャを着けた眼鏡っ子。自称ウザキャラ。体育祭のコスプレ生着替え走で癒子の代わりにシャルロットの着替えを手伝った。9巻口絵のカラーイラスト（体操着姿）ではISスーツの形に日焼けしていた為、訓練機を用いた自主訓練には積極的な模様。
夜竹 さゆか（やたけ さゆか）
声 - 前田綾乃
容姿は清香に近く、ミディアムサイズの黒髪が特徴であり、体格もスレンダーで体格が良い。後から発表されたオーバーラップ版のイラストでは特徴が無いのが特徴とされ、体形と髪形はラウラに近く、黒いヘアピンを付けたものに変更されている。制服は膝まであるスカートを着用している。体育祭のコスプレ生着替え走でラウラの着替えを手伝ったが、かなり失礼な紹介をされた為に怒っていた。
国津 玲美（くにつ れみ）
声 - 小幡記子
容姿はナギに近いが、少し髪がくせ毛の様に外側に撥ねており、常にグレーのヘアピンを付けている。制服はスカートを膝辺りまで伸ばしているのが特徴。
かなりん
声 - 田中涼子
紫色のショートヘアが特徴で、制服の下に黒地のストッキングを穿いている。アニメ版で清香達同様に登場しているが、現時点では彼女だけは未だに原作に登場していない。

#### 生徒会
更識 楯無（さらしき たてなし）
布仏 虚（のほとけ うつほ）
3年生で本音の姉。生徒会会計。成績優秀であり学年では首席で整備科に所属。顔立ちは似ているが、眼鏡に三つ編みをしており、しっかり者で本音とは対照的。紅茶を淹れるのがうまく、楯無からは「世界一」と評されている。制服は肘まで短くした上着に膝上まであるスカートが特徴。OL版ではMF版とは対照的に長袖、スカートも太腿まで短くなっており、黒いサイハイストッキングを穿いている。
学園祭の時に弾と遭遇し、以来弾と交際関係に発展する。
妹の本音と同様に更識姉妹とは幼なじみ。時々楯無のことを「お嬢様」と呼んでいる。
アニメ版では未登場。
布仏 本音（のほとけ ほんね）
織斑 一夏（おりむら いちか）

#### その他の生徒
ティナ・ハミルトン（Tina Hamilton）
鈴のルームメイト。1年生。アメリカ出身。
金髪碧眼のグラマーな美女。鈴に負けず劣らずガサツで砕けた性格。
アニメ版未登場。
櫛灘（くしなだ）
1年生。自称：7月のサマーデビル。フルネームは12巻時点で判明していない。
アニメ版では未登場。
如月 キサラ（きさらぎ きさら）
1年生で、山岳部所属。セシリアのルームメイトだが、部屋の大半をセシリアの私物に占拠されていることから寝袋生活を強いられている。山岳部ゆえにこの現状を楽しんでもいるが、セシリアの寝ぼけ声で睡眠を邪魔されることには我慢ならず、枕を投げつけることもある。
アニメ未登場。
黛 薫子（まゆずみ かおるこ）
声 - 世戸さおり
2年生。整備科に所属しており2年生のエース。新聞部所属であり、副部長を務めている。
好奇心と行動力の塊といえる人物で、一夏のことは格好の取材対象として頻繁にインタビューをしに伺っているが、興味のないコメントは無視したり物足りないコメントは改竄・捏造するなど真面目とは言い難い面がある。昔からくじ運が悪い。楯無とも仲が良く、彼女を「たっちゃん」と呼ぶ。
雑誌「インフィニット・ストライプス」の副編集長を務める渚子という姉がいる。
ダリル・ケイシー（Daryl Casey）
3年生。アメリカ代表候補生。
金髪と長身、Fカップのバストが特徴。フォルテとは同性の恋人同士。下着が露出するほどの短いスリットスカートと、黒いガーターベルトを着用している。やる気のない性格に反して実力は高く、フォルテとのコンビネーション「イージス」はゴーレムIIIをたやすく撃破する威力をもつ。
その正体は亡国機業の一員で、コードネームは「レイン・ミューゼル」。京都修学旅行への下見兼亡国機業掃討作戦の際に本性を現し、一夏を暗殺しようとするがアリーシャに阻まれ失敗。その後、フォルテとともにスコールのもとに戻り、一夏たちと交戦する。
アニメ版では、トーナメントの対戦表で名前が確認できるだけで本人は登場しないが、『アーキタイプ・ブレイカー』には登場する。
専用ISは「ヘル・ハウンドver2.5」。10巻よりver2.8にアップデートされる。
フォルテ・サファイア（Forte Sapphire）
2年生。ギリシャ代表候補生。
三つ編みを結ったぼさぼさの髪型に、猫背気味の小柄な少女。ダリル同様にマイペースながらも、高い実力を有する。
京都修学旅行への下見兼亡国機業掃討作戦で、ダリルの正体を知り愕然とし、彼女に付いてIS学園と祖国を裏切るかそのまま留まるかの苦渋の選択を突き付けられるが、結局はダリルに付いていくことを決める。
アニメ版では未登場だが、『アーキタイプ・ブレイカー』には登場する。
専用ISは「コールド・ブラッド」。
サラ・ウェルキン（Sara Welkin）
2年生。イギリスの代表候補生であるが専用機は所持していない。セシリアによると優秀な人物で、セシリアに操縦技術を指南していた。
アニメ版では未登場。
その他の生徒
IS学園に入学するだけあって基本的に優秀ではあるが、お気楽な性格の者や、千冬の熱狂的な（多少方向性がおかしい）ファンが多い。アニメ版では無名の生徒に名前が付いている。

#### 教員
織斑 千冬（おりむら ちふゆ）
声 - 豊口めぐみ、ルーシー・クリスタン（英語版）
本作におけるキーパーソンの1人。一夏の実姉であり、1年1組の担任。茶道部顧問および1年生寮長。元日本代表操縦者。24歳。鋭いツリ目に後ろで結んだ長い黒髪が特徴。黒いレディーススーツとストッキングを着用している。学園内では非常に厳しく、規則を破った生徒には容赦なく鉄拳制裁を与えるが、プライベートでは真耶と親しく接したり、一夏と2人だけの時は案外ずぼらな面も見せる。
弟の一夏に対しては、公私ともに厳しく接している（学園では一夏が「千冬姉」と呼ぶことを禁止）。それは期待や心配の裏返しであり、内心は非常に大切に思っている。一夏がISを起動できることが判明する前は、ISについて知識を得ることすら認めなかった。IS開発者である束とは、小学校からの付き合い。当時はまだ仲のいい付き合いにだったものの、現在は行方をくらまして陰謀を張り巡らせている彼女に対し、強い警戒心を抱いている。
一夏と共に両親に捨てられ、自力のみで弟を守ってきた苦労人。中学生の頃はナイフのような雰囲気だったらしく、一夏からも恐れられるほどだった。束とかかわるようになって以降、少しずつ丸くなっていたという。一夏に両親のことを聞かれても何も答えようとせず、「私の家族はお前だけだ」と念を押している。物語終盤、一夏と同じく生体兵器として生み出された試験管ベビーであることが判明。
常に外で働いていたため、家事は苦手。学生時代、篠ノ之道場に通っていた過去があり、居合いの心得もある。ラウラと一夏の私闘を止めた際、打鉄用の近接ブレードを生身で振るい、戦闘服と数本のブレードのみの装備で第3世代機であるファング・クエイクと戦闘をするなど、常人離れした身体能力と戦闘技術を持つ。
第1回モンド・グロッソの総合部門および格闘部門優勝者。ISの開発当初から関わっていたため、知識および操作技術などは他のパイロットよりも遥かに高い。公式試合で負けたことがなく、大会で総合優勝を果たしたことからも誰もが認める世界最強のIS操縦者だった。その美貌や実力に憧れを抱く者は多く、敬意をもって「ブリュンヒルデ」と呼ばれることがあるが、自身はその呼び名を嫌っている。一夏の誘拐事件を境に、1年ほどドイツ軍に出向してIS操縦者を育成する教官を務めた後、現役を引退して1年ほどの空白期間を経てIS学園に教師として赴任した。何者かとの私闘が原因で、現在は暮桜は凍結状態にある。
専用ISは「白騎士」 ⇒ 「暮桜」（現役時代に使用）。
山田 真耶（やまだ まや）
声 - 下屋則子、シンシア・マーティンズ（英語版）
1年1組の副担任。元日本代表候補生。巨乳とアンダーリム眼鏡が特徴。誰に対しても敬語を用いる温和な性格であり、天然ボケかつ押しに弱いドジっ娘気質。少しばかり妄想癖のある腐女子だが、規則を破った生徒に対する賞罰は厳しい。
学生時代は「銃央矛塵（キリング･シールド）」という異名で呼ばれ、ISの操縦技術については千冬が認めるほど高く、模擬戦ではセシリア・鈴音ペアを苦もなく倒している。その反面、揚がり症でプレッシャーに弱い面があり、一夏の入学試験時には壁に突っ込んで自滅している。
専用ISは「ラファール・リヴァイヴ・スペシャル＝幕は上げられた（ショウ・マスト・ゴー・オン）」（10巻から使用）。
『アーキタイプ・ブレイカー』では、ヒロインの一人として扱われている。但し、原作10巻後の物語である事から、既にショウ・マスト・ゴー・オンに搭乗している筈であるにも関わらず、何故か通常のラファール・リヴァイヴとなっている。
榊原 菜月（さかきばら なつき）
部活棟の管理を任されている教員。年齢は29歳。生徒に優しく品行方正、容姿も美人と悪くはないのだが、男運が無い。実家からの見合いを断り切れず何人かとお見合いをするも、同性からも反応の良くない相手を毎回好きになり、その度に痛い目を見て1人でやけ酒を煽っている事が年に数回はある。20代でいられるのも後僅かだからか、最近は実家が何度も農家とのお見合いをやたらと勧めてくるのが悩み。
エドワース・フランシィ
カナダ出身の数学教師。25歳。趣味は盆栽で現在彼氏募集中。第6アリーナで簪の飛行テスト中の事故を目撃した。
轡木 十蔵（くつわぎ じゅうぞう）
IS学園の用務員。柔和な人柄と親しみやすさから「学園内の良心」といわれている壮年の男性。実態はIS学園の実務関係を取り仕切る事実上の運営者であり、表向きは妻がIS学園の学園長となっている。

### 国家IS操縦者
クラリッサ・ハルフォーフ（Clarissa Harfouch）
声 - 瑞沢渓
ドイツのIS配備特殊部隊「シュヴァルツェ・ハーゼ」副隊長。階級は大尉。実力は山田と互角。ラウラと同じ眼帯をつけている。
部隊の中では年長者であり、部下である隊員を厳しくも面倒よく牽引する。信頼の厚さから、部隊内では親しみも込めて「お姉様」と呼ばれている。
日本の少女漫画のファンで、そこから日本文化の知識を得ているためかその内容はかなり偏っている。ラウラに色々な（誤った）知識を吹き込んでいる張本人。しかし、本人に悪気はなく、部隊内で多くの問題をかかえていたラウラが自分に恋愛相談を持ちかけるほどに変わってくれたことを嬉しく思っており、善意からさまざまな（誤った）助言をしている。
ラウラとの連絡手段として、原作ではISのコア・ネットワークを利用した通信を、アニメ版では携帯電話を用いる。
専用ISは「シュヴァルツェア・ツヴァイク」。
ナターシャ・ファイルス（Natasha Fairs）
アメリカのテスト操縦者。年齢は不明。髪型は鮮やかで艶やかな長い金髪で左耳に認識票と思しきイヤリングを付けており、臨海学校最終日に一夏達と会った際には柑橘系のコロンを使用している。自身のIS（銀の福音）のことを「あの子」と呼び、母親のように愛着を持ち、暴走を仕組んだ人物に対して怒りをあらわにしている。また、助けてくれた一夏の頬にお礼のキスをしたことで、箒たちの嫉妬を煽ってしまい、一夏が女性陣より中身の入ったペットボトルを投げつけられるはめになった。
生身のまま「銀の鐘」試作壱号機･腕部装備砲バージョンを使用する等、体も鍛えている。イーリスのことは「イーリ」と呼んでいる。千冬とも面識がある。
専用ISは「シルバリオ・ゴスペル」。
イーリス・コーリング（Iris Calling）
アメリカの代表操縦者。「地図にない基地（イレイズド）」でナターシャと共に軍属している。ナターシャのことを「ナタル」と呼んでいる。
戦闘になるとあまり周りを気にしないようで、怪我を負ったナターシャを助けたものの自身の戦闘に支障をきたすと思い、そのまま放り投げていたり、自分が乗っている船を突き破るなどしている。
一夏と楯無がアメリカ国籍の秘匿空母に潜入した際、偶然その空母に立ち寄っており、一夏を発見して捕まえるために交戦する。その後、経緯は不明だがなぜか和解した様子。
専用ISは「ファング・クエイク」。
アニメ版では前述の通り「ナターシャに関する設定」がないため、登場していない。
カレン・カレリア
声 - 斎賀みつき
米軍特殊部隊「名も無き兵たち（アンネイムド）」の元隊長。
冷静沈着でかつて名前はあったが、過酷な訓練の中で忘れた模様。そのため、識別上は「隊長」と呼ばれていた。現在は千冬によりカレンの名を与えられる。
IS学園で回収された未登録コアと「白式」を強奪するためにIS学園を襲撃し、立ちはだかった千冬と交戦する。しかし、ISを装着していない生身の千冬に圧倒され、最後は待ち構えていた真耶が装着する「クアッド・ファランクス」の超大型ガトリングガンを受けて拘束される。
その後、千冬から何も利用されずに帰されることに納得いかずにいたが、嘘のない堂々とした言いように心動かされ、千冬に自身の秘匿回線を密かに教えて学園を去る。現在は千冬の協力者として行動する。
使用ISは、ステルス仕様の「ファング・クエイク」。
アリーシャ・ジョセスターフ
イタリアの代表操縦者。第2回モンド･グロッソ大会優勝者。年齢は28歳。千冬が欠場した決勝戦対戦相手であり、単一使用能力を発動させた数少ない存在。
千冬と同じ格闘型ISを使用しているが、実力は他者を圧倒しており、事実上の世界ナンバー2とされている。2代目ブリュンヒルデであるものの「千冬との決着はついていない」と公言しており、第2回モンド･グロッソのブリュンヒルデ受賞を辞退している。
腰まで届く赤髪のツインテールと肩から胸元まで露出する程までに着崩した着物とピンヒールというアンバランスなファッションが特徴。テンペスタIIの起動実験事故に伴い、右目と右腕を失っている。シャイニィという白猫を飼っている。
京都における亡国機業掃討作戦に参加するも、千冬以外との戦闘の拒否を条件にスコールの誘いを受けて亡国機業に与する。
使用ISは「テンペスタ」。
ログナー・カリーニチェ
ロシアの元代表操縦者。年齢は楯無よりも5つ上である事から22歳とされる。狐目が特徴であり、かつて楯無にロシア代表の座を奪われている。
レズビアンの傾向があり、11巻ではイギリスに向かう彼女達をいきなり襲撃して2人きりになった際には年下の楯無に対して「お姉さま」と泣きつく等、非常に面倒な性格の持ち主である。この時の戦闘及び痴話喧嘩は全世界中に中継放送されており、最悪の事態を招いている。
使用ISは「モスクワの深い霧 零号機」。

### 亡国機業
スコール・ミューゼル（Squall Meusel）
声 - 平野文
亡国機業の実働部隊「モノクローム・アバター」を率いる幹部。長身で豊かで美しい金髪とバストを併せ持った、セレブ然とした抜群の美貌を誇る。エムやオータムにIS強奪を指示し、ことある毎にIS学園へ潜入や襲撃をさせている。炎の家系ミューゼルに属する。レイン・ミューゼルの叔母。
自身もIS操縦者であり、部分展開の状態で楯無の追撃を振り切ったり、エムよりも速く動いて彼女を制裁しようとするなどの底知れない実力を持つ。
新造ISを提供してもらおうと、束を地下レストランでの晩餐会に招待し、スープに睡眠薬を入れたり、クロエを人質にするという強引な手段を用いて承諾させようと目論むが、全て阻止された。
元は米軍に所属していたらしいが、10年以上前に死亡したことになっている。実は身体の一部を機械に置き換えており、死亡を認定された当時よりも容姿が大きく変化している。そのため、外見に反して相当に高齢である模様。
使用ISは「ゴールデン・ドーン」。
エム（M）／織斑 マドカ（おりむら マドカ）
声 - 茅野愛衣
本作におけるキーパーソンの1人。亡国機業の実働部隊に所属。一夏よりも年下だが、学生時代の千冬と瓜二つの素顔をしている。千冬のことを「ねえさん」と呼んで執着する一方、一夏には非常に強い憎しみを抱いている。平然と人殺しを行う冷酷非情な性格。尊大かつ他者を見下した言動が目立つ。
複数の専用機持ちを相手取りながら互角以上に立ち回るなど、IS操縦の実力は非常に高い。しかし、組織に対してあまり従順でないため、命令違反を起こさないよう体内に監視用ナノマシンが注入されている。
織斑計画で生み出された千冬のクローンにして、計画外の失敗作にあたる。束はその正体を知っているらしいが、織斑姉弟と疎遠になっている理由をはじめ、不明瞭なところが多く残っている。
新装版ではキャラクターデザインが若干変更されており、前髪が2本の角状になっている。
使用ISは「サイレント・ゼフィルス」 → 「黒騎士」。
オータム（Autumn）
声 - 西墻由香
亡国機業の実働部隊に所属。髪はロングヘア、口が悪く、短気。学園祭で「IS装備開発企業『みつるぎ』の渉外担当の巻紙礼子（まきがみ れいこ）」と身分を装って一夏と接触し、剥離剤（リムーバー）を使用して「白式」を奪おうと目論んだが、楯無の介入により失敗した。また、クロエを人質に束を脅そうとも目論んだが、規格外の身体能力で一蹴されている。
スコールの恋人でもあり、スコールの身体のことを知りながらも彼女を深く愛している。
使用ISは「アラクネ」。

### 親族
篠ノ之 束（しののの たばね）
声 - 田村ゆかり、アリソン・キース（英語版）
本作最大のキーパーソンにして狂言回し。箒の実姉であり、ISの発明者（自称「1日を35時間生きる女」）。24歳。研究熱心かつ不規則な生活をしているらしく、眼元に隈があって眠たげな印象を持つ。ウサミミ調のカチューシャに加え、胸元が大きく開いたエプロンドレスを着用。妹同様、非常にグラマー。
ISの基礎理論をたった1人で考案・実証し、全コアを造った自他ともに認める稀代の天才科学者。開発した経緯から政府の監視下にあったが、ストーリー開始の3年前に突如行方をくらませる。コアの製造方法を知っている世界唯一の人物であるため、現在も各国から追われている。
頭脳だけでなく身体能力も優れており、千冬と同じようにIS使用者と素手で渡り合えるほどの戦闘能力を持つ。本人によると「細胞レベルでオーバースペック」らしいが、詳細は一切不明。また、スコールに晩餐会に呼び出された際には、睡眠薬入りのスープ以外はおいしいと評価した。
その天才的な頭脳と高い技術力を用いて「白騎士事件」など数々のテロ紛いの事件を引き起こしており、銀の福音の暴走事件や、一夏がIS学園に入学したことにすら、彼女が裏で手を回していたことを千冬が示唆しているが、その真偽や真意は不明。自身が開発した移動用ラボで各地を転々として所在がつかめないが、千冬や箒とは連絡を取り合っている。一夏からは「狡猾な羊」と評されている。千冬との会話から、今の世界に大きな不満を抱いているようで、そのことが数々のテロ事件などを企む由縁になっているようである。
自分の興味のないことには冷酷なまでに無関心になる性格で、それは人間の場合も例外ではなく、身内と認識している者以外の人間には本当に興味がない。身内と話す際にはまるで子供のように無邪気な態度（一夏にはのほほんさんと気が合いそうと思われているほど）だが、身内以外から話し掛けられると非常に冷淡な態度となり、明確に拒絶の意思を示す。事実、自身を尊敬していると敬意を持って接してきたセシリアのことも冷たく切り捨てた。かつてはより極端で本気で他人を無視していたが、千冬に叩かれて以来、一応は返事をする程度には進歩しているらしい。
興味がない人間には容赦がない反面、妹である箒のために第4世代と言える専用IS「紅椿」を作るなど身内に対しては甘い。また、クロエのことは実の娘として扱うほど大切にしており、彼女がオータムに人質に囚われた際には、容赦無くオータムを叩きのめしている。他にも、エム（織斑マドカ）に強い関心を抱いているようで、亡国機業への協力は断ったが、エムに対しては専用機を開発してもよいと述べた。
エクスカリバー戦前のイギリスではセシリアのことを名前で明るく呼び、一夏・千冬・セシリアを驚かすこととなった。なお、この行動の真意は不明。
使用しているラボは「吾輩は猫である（名前はまだ無い）」。重力を作用させる魔法少女然としたステッキ「王座の謁見」を持つ。
篠ノ之 柳韻（しののの りゅういん）
箒・束の実父であり、篠ノ之神社の神主にして道場師範。
厳格な人物。箒が純粋にその力量に憧れ、目標としている人物。重要人物保護プログラムにより現在は行方不明。
雪子（ゆきこ）
声 - 岡村明美
箒の叔母であり、篠ノ之神社の管理人。
劉 楽音（りゅう がくいん）
鈴音の実父。かつては剛腕の主と言われる程であったが、癌により弱り果てて余命幾ばくもなく、鈴音と妻に未来の選択肢を与える為に離婚に踏み入っている。
中国に戻っていたが、アイリスと決闘を行う事になった鈴音の成長した姿を見る為に急遽来日。決闘後、たまたま来ていた鈴音の母と再会、大喧嘩になるも、元の鞘に収まり、再婚の約束をして連れ帰られた。
アルベール・デュノア（Albert Dunois）
デュノア社の社長にして、シャルロットの実父。顎髭を生やした厳格な風貌が特徴。
かつてデュノア・グループにシャルロットを排除する為に暗殺を企てた一派から娘を護る為にIS操縦者に仕立て上げ、デュノア家の圧力が届かないIS学園に男装という形で送り込んでいる。
妻ロゼンダが子供を産めない身体である事を理解しつつ、ロゼンダとシャルロットの母となる女性の2人を愛する。ロゼンダ曰く「そうする事でしか、私への愛情を示せない貴方だから」とされている。
11巻でシャルロットの身を護る為に敢えて突き放す形でIS学園に送り込んだ事が判明したが、その際一夏とは殴り合いの喧嘩となった。
ロゼンダ・デュノア（Rosenda Dunois）
アルベールの正妻であり、シャルロットの義母。社長夫人としての気品に溢れた美貌の持ち主。
不妊体質であり、シャルロットが引き取られた際には自分に子供が出来ない故の悔しさからか、「泥棒猫」と逆上してひっ叩いてしまうものの、11巻ではシャルロットとちゃんと向き合うと語っている。
クロエ・クロニクル（Chloe CHRONICLE）
声 - 佐倉綾音
束の側近であり、ラウラの実姉。
妹と同じく試験管ベビーであり、銀髪金眼という容貌を持つ。束に拾われて以来忠誠を誓っており、束もクロエのことを「クーちゃん」と呼んで自分の娘として扱っている。
料理が苦手で、束のために毎日あれこれ作っている（正確には作らされている）が、そのたびに消し炭やゲルを作り出している（それでも束は平気で食べている）。
ラウラ･ボーデヴィッヒと同じく試験管ベビーらしく、彼女の姉にあたる存在。そのため、一夏がクロエを一目見た時は彼女をラウラと間違えたほど雰囲気は似ている。ただし、クロエ自身はラウラが妹であることを否定しており、ラウラのことを「自分の成れなかった完成形」と評した。
束の命令を受け、自らの能力でIS学園の独立システム内にハッキングを行い、かつての千冬の愛機である「暮桜」の強制解凍プログラムを残して撤退。その後、自らの許に現れた千冬の存在に恐怖し殺そうとするが千冬に自らの能力は通じず失敗し、見逃されることになったが、スコールに不意打ちを受ける形で囚われてしまい、人質にされてしまう。
専用ISは「黒鍵」。

### その他
五反田 弾（ごたんだ だん）
声 - 保村真、クリストファー・エアーズ（英語版）
一夏の悪友。実家は定食屋を営んでいる。
中学校からの付き合いであり、当時は一夏や鈴とよく遊んでいた。異性に無頓着すぎる一夏に対し、呆れている描写が目立つ。旧友である鈴をはじめ、妹である蘭の想いに気付いている。家族内での立場はかなり弱く、妹や祖父に対して頭が上がらない。
学園祭時、虚と遭遇して以来気にかけている節があり、一夏の誕生日会にて再会する。その時に苦労こそしたが、メールアドレスは聞き出すことに成功している。その後、交際にまで発展した模様。アニメ版二期には未登場。
「私設・楽器を弾けるようになりたい同好会」所属。ベース担当。
五反田 蘭（ごたんだ らん）
声 - 小幡記子、ルーシー・クリスタン（英語版）
弾の妹。有名私立女子校「聖マリアンヌ女学院」の中等部に通っている3年生。生徒会長。
一夏に片想いしており、彼の前では猫を被って清純でおしとやかな女性を演じているが、実際には男勝りで強気の性格の持ち主。兄に対する態度はぞんざいだが、基本的には礼儀正しい。普段はかなりラフな服装で、長い髪を後ろで無造作にクリップでまとめている。一夏には他の女性陣と同様に恋心を気付かれていない。彼を追ってIS学園への入学を目指しており、IS簡易適性試験を受けてA判定を出している。しかし一夏の周囲に箒やシャルロットなどといった強力なライバルがいることを知り、強い危機感を抱いている。また幼なじみだった鈴に対しても、当時から一夏を巡ってライバル心を抱いていた模様。
食堂での看板娘で、7巻にて彼女の本心を理解せず泣かせてしまった一夏に彼女のファンである常連客が制裁を下そうとした。兄同様、アニメ版二期には未登場。
五反田 厳（ごたんだ げん）
五反田食堂の店主で弾と蘭の祖父。年齢は80を超えているが料理人としては健在で、肌は浅黒く腕も筋骨隆々であり中華鍋を一度に2つ振れるほどの剛腕の持ち主。
食事のマナーに特に厳しく、行儀が悪ければ厨房からおたまが飛んでくる。しかし、蘭には甘いためにほとんど飛んでこない。
孫娘の蘭を溺愛しており、泣かした者は原因がたとえ自分にあっても容赦なく殴る。
アニメ未登場。
五反田 蓮（ごたんだ れん）
五反田食堂の自称看板娘で弾と蘭の母。いつも笑顔を絶やさず、とても愛嬌がある美人。実年齢は秘密であり、本人によると、「28から歳をとっていない」らしい。
アニメ未登場。
御手洗 数馬（みたらい かずま）
一夏と弾の旧友。弾と同様にモテないため、「私設・楽器を弾けるようになりたい同好会」を作った。アンプ担当。
アニメ未登場。
チェルシー・ブランケット（Chelsea Blankett）
声 - 後藤麻衣
セシリアの幼なじみにして優秀な専属メイド。18歳だが年齢以上に落ち着いた雰囲気を身に纏っており、セシリア曰く「お姉さんのような人」であり、「憧れであり、目標でもある」とのこと。専用ISはBT3号機「ダイヴ・トゥ・ブルー」。
エクシア・カリバーン（Exia Caliburn）
チェルシーの実妹。本名「エクシア・ブランケット」。
戸籍から抹消されて消息不明となり、エクスカリバーに取り込まれていた。かつて心臓病を患っていたが、セシリアの両親により亡国機業から極秘裏に入手したISコアを用いて、いずれ来ると予想した戦いにおいてセシリアの力＝オルコット家最後の剣として生体融合措置を施される形で一命を取り留める。エクスカリバー事件後に本名を名乗っている。
専用ISは「エクスカリバー」。
楊 麗々（ヤン レイレイ）
中国の候補生管理官。
20代後半の女性で目は切れ長、眼鏡はエッジの鋭いもので、スーツを着用している。常にどこかに苛立ちがあるような神経質そうな顔立ちをしている。
アニメ未登場。
黛 渚子（まゆずみ なぎさこ）
声 - 長沢美樹
薫子の実姉であり、雑誌『インフィニット・ストライプス』副編集長。
妹同様、押しの強い性格。原作における挿絵とアニメ版では、キャラクターデザインが若干異なる。
篝火 ヒカルノ（かがりび ヒカルノ）
声 - 遠藤綾
倉持技研の第二研究所所長。切れ長の瞳と真耶並の巨乳の持ち主の女性。専攻はISソフトウェア。年齢は千冬と束の同級生である事から、24歳とされる。
「白式」のメンテナンスのために倉持技研を訪れた一夏の前に、濡れた状態で胸元に「カガリビ」と書かれた名札が付いたISスーツに頭に水中眼鏡を着け、銛と淡水魚を持った格好で現れる。メンテナンスで手に入れた白式のデータを基に「次世代型量産機計画」を進めている。
高校生の頃の千冬と束の同級生であるが、友達ではなくただの同級生であるらしい。
一夏から初対面にいきなり尻を触ったり、上記のような格好で現れたため、最初は「ヘンタイ」と思われた。
清州 景子（きよす けいこ）
花月荘の女将。年齢は推定30代。気品のある大人の雰囲気を漂わせている。仕事柄笑顔が絶えないからか、容姿は女将という立場とは逆に若々しく見える。
司会者
ウォーターワールドで開催された「水上ペアタッグ障害物レース」司会者。豊満な巨乳の持ち主であり、レース時は大胆なビキニを身に纏って零れそうな巨乳を大きく揺らした事で観客（主に男性）の歓声と拍手喝采を受けている。鈴がフラッグを取った時の行動が原因で引き起こされたISの無断展開で会場が半壊された事で怒り心頭、徐々に口調が荒くなり、セシリアと鈴音を厳重に絞り上げ、2人のせいで大会自体が中止になった事で優勝賞品は渡せないと殺し屋の目の如く宣言する。その後、2人の引き取り人（一夏）が来たという電話が来た際には2人を虫を追い払う様に手を振って追い返した。
サンデーGXのコミカライズ版では作画を手掛けた結城焔の別作品『お姉ちゃん!天国』のヒロインである岡崎 露羽がモデルとなっており、左前髪の一部は紐で結んだ清楚な黒髪ロングヘアーに巨乳かつナイスバディという正統派ヒロインとも捉えられる容姿端麗の人物となっている。
原作同様にセシリア及び鈴音が施設を半壊させているが、こちらでは口調が荒くならず、冷静に2人に対して説教を行っている。その後、「商機あり」と見込んだセシリアが経営者と話を付けてウォーターワールドを買い取って「オルコットランド」としてリニューアル開店を決定させた事に思わず鈴音と共に呆然とし、結局は不問とした様子。ちなみに優勝賞品は原作と異なり、優勝を果たした癒子と静寐の元へと無事に渡っている。
無頼（ぶらい）
電車の高架下のラーメン屋台を営む男性店主。無精ひげが特徴。
一夏とは顔馴染みであり、彼のことを「一の字」と呼んでいる。作るラーメンは絶品である。
ネーナ、ファルケ、マチルダ、イヨ（Nena、Falke、Matilda、Iyo）
シュヴァルツェ･ハーゼ隊員4人。ラウラとクラリッサの部下に当たり、ISの代わりに専用機仕様のEOSを操縦する事から「EOS四天王」と称している。アニメ1期にてデザインが発表されているが、当時は名前が発表されておらず原作11巻で名前が発表されるものの、4人の容姿と名前は統合されていない。
隊員は髪の先端が外側に少しはねた赤いミディアムヘアーで明るく活発な印象を与える少女、茶髪のロングヘアーの大人しそうな印象を与える少女、ダークブロンド寄りの金髪のミディアムヘアーかつ4人の中で最もグラマテラスな体型をした垂れ目の少女、紫色の毛髪で二つ結びのおさげを前に出したクールな印象の少女の計4人となっている。
4人の使用機体は兎のペイントが施されたEOS。
謎の少女
声 - 宮本侑芽
一夏が「銀の福音」の攻撃を受けてISの生命維持機能によって昏睡していた際、夢の中で邂逅した人物。白いワンピースを着ている。夢の中で彼になぜ力を欲するのかを問い、箒たちの危機を察知し彼に目覚めるよう促した。
謎の女性騎士
声 - 不明
一夏が「銀の福音」の攻撃を受けてISの生命維持機能によって昏睡していた際、夢の中で邂逅した人物。白い鎧を着ていて顔の上半分はガードに隠されて見えないが千冬に似た雰囲気を纏っている、アニメ版では第一世代IS･白騎士の姿だった。夢の中で彼になぜ力を欲するのかを問い、箒たちの危機を察知し彼に目覚めるよう促した。

### 『アーキタイプ・ブレイカー』
凰 乱音（ファン ランイン）
声 - 武石あゆ実
台湾代表候補生。15歳。鈴の従妹であり、容姿および性格まで似ている。バストサイズでは勝っている（Cカップ）。中等部ながらも、中国の対抗策として飛び級で代表候補生に選抜された。鈴と同様に両親は離婚しており、料理上手な点も共通している。得意料理は炒飯。
幼少時は鈴を「おねえちゃん」と呼び慕っており、成長後は一転して鈴への対抗心をむき出しにしつつも、過去の憧れも捨てられず複雑な感情を抱いている。自身への禁句である「鈴二号機」と呼んだ一夏に怒って決闘を申し込むも、鈴の介入と乱入してきたイマージュ・オリジスとの戦いで一夏の勇敢さを知り、やがて敵意が好意に変わる。戦闘後の保健室で一夏に告白すると同時に、鈴に対して恋のライバル宣言をする。
IS適性は｢A｣。専用ISは「甲龍・紫煙」。
ヴィシュヌ・イサ・ギャラクシー
声 - 早見沙織
タイ代表候補生。頭脳明晰かつ寡黙ながらも思慮深い性格。スタイルは抜群で、豊満なバスト（Dカップ）とヨガで鍛えたしなやかな脚線美の持ち主。小学生時に量産型ISに試乗したことがきっかけで、タイのIS特別訓練校に転入した。物心つくまえに父親と死別し、現在は母親との2人暮らし。「肉体凶器」の異名をもつムエタイチャンプの母親から格闘技の指導を受けており、特に蹴りの威力は殺人的。IS戦闘でも蹴り技を主体としている。
不慮の事故ながらも初対面で自分の胸をもんだ一夏を拒絶するが、コメット姉妹を守ろうとする一夏の姿を見て認識を改める。しかし連携戦法まで関係が発展しておらず、千冬からしばらく同室になるよう言い渡される。これに難色を示して一夏に決闘を挑むが敗北し、しかたなく同室を認める。共同生活のなかで一夏の人柄に触れ、自分が一夏にひと目惚れしていたことを自覚する。
さらに早くからIS操縦の特訓を受けていたせいか、男性に対してあまり免疫がない様子。
専用ISは「ドゥルガー・シン」。
ロランツィーネ・ローランディフィルネィ
声 - 三澤紗千香
オランダ代表候補生。愛称は「ロラン」。同性愛嗜好の持ち主で、ある少女からの告白で交際を始めたことをきっかけに、やがて恋人の数が99人にまで増えていった。
箒にひと目惚れし、100人目の恋人とすることを決める。そのため、いつも箒のそばにいる一夏にライバル心を抱く。それでも、今まで女性扱いされたことがあまりなく一夏に女性扱いされるのは、悪い気がしてはいない模様であった。その後、「白の蕾に拐かされて（ブルーミング・ガール）」の芸術祭にて絵画のモデルとして登場した箒を見て興奮のあまりISに組み込まれていた感情と連動するシステムを暴走させてしまうが、そこを一夏によって止められる。それから一か月後、一夏を呼び出し、2人っきりになったところで、自身を止めた彼を初の男子の恋人にすると宣言し、2人だけの秘密だと口止めもする。
父親は才能あふれるものの、かなり偏屈な芸術家。幼少時は家庭内に不和が続いていたが、中学に進学後は解消され、やがてその興味はISに移っていった。
毎年バレンタインになると恋人たちからもらったチョコレートでスイーツを作っており、本職のパティシエなみに腕を上げている。
専用ISは「オーランディ・ブルーム」。
ファニール・コメット
声 - 藤田茜
カナダ代表候補生にして双子のアイドルの姉。
乱音と同じく飛び級で代表候補に選抜された少女。12歳。物事をきちんと考え行動する性格をしているが、それゆえに、やや警戒心が強いところがある。2人で1機のISを操る変わり種で、機体の右側を担当している。
一夏になつくオニールの姿にはおもしろくない反応するが、初戦で一夏に救ってもらったことで大きな借りができ、頭が上がらなくなる。
専用ISは「グローバル・メテオダウン」。
オニール・コメット
声 - 鈴木みのり
姉のファニールとともにカナダ代表候補生となった少女。12歳。IS使用時は左側に搭乗する。
天真爛漫な性格で、伝により、以前から知っていた一夏のことを「お兄ちゃん」と呼び慕っている。海に訪れた一夏と現地で合流し、そこでイマージュ・オリジスと交戦。止めを刺し損ねたことで、自分の慢心を反省する。
専用ISは「グローバル・メテオダウン」。
ベルベット・ヘル
声 - 藤田咲
ギリシャ代表候補生。18歳。IS学園では3年生に編入される。
孤高かつ冷酷無比な人物で、他者とは必要以上にかかわろうとしない。その反面、子供や可愛い動物が好きという一面があり、ルームメイトのクーリェを保護者的な視点で可愛がっている。
黄緑色の瞳に膝まで届く紅い髪と青いフレームの眼鏡、雪のように白い肌が特徴である。制服は青いネクタイとパニエを模した装飾が施された、ブーツが見える程度の長いロングスカートを着用している。
前任のギリシャ代表候補だったフォルテ・サファイアとはよきライバルであり、ともに祖国を護ろうと誓った同志でもあった。のちに自分を裏切ったフォルテに怒り、みずからの手でフォルテを罰するべく後任の代表候補生となった。
ほかのヒロインたちほど一夏への思いは明確ではないが、一夏の言動や気づかいに心動かされたり、ほかの女性と仲よくしているのを見て嫉妬するなど、徐々に好意を強めていく。
専用ISは「ヘル・アンド・ヘヴン」。
クーリェ・ルククシェフカ
声 - 花守ゆみり
ロシアの予備代表候補生。一人称は「クー」。クマのぬいぐるみ「ぷーちゃん」を引きずって歩く変わり者の少女。空想上の友人（イマジナリー・フレンド）である「ルーちゃん」が存在し、その相手と話すことで自分の意思を決定する。人には見えない誰かが見えるらしく、それらをゴーストフレンドと呼んでいる。
両親との死別後に、IS操縦者の育成を兼ねた孤児院で育てられた。IS適性は「S」。将来を期待され異例ながら専用機「スヴェントヴィト」が与えられたが、元来の臆病な性格から起動すらも拒否し「落ちこぼれの専用機持ち」と揶揄される。IS学園に編入する以前にイマージュ・オリジスの襲来に遭うも森のなかで「スヴェントヴィト」を起動し撃退する。このときに「ルーちゃん」と出会う。イマージュ・オリジスをひとりで迎撃したことは評価されたが、その後の訓練や実験が耐え難いものになることを危惧した楯無のもとで訓練を積む。このときに向上したデータをもとにIS学園に特例入学を果たす。

専用ISは「スヴェントヴィト」。
グリフィン・レッドラム
声 - 大西沙織
ブラジルの代表候補生。18歳。3年生でベルベットと同じクラス。孤児院出身で、そこで同じ境遇の子供たちの面倒を見ていたことから、世話好きで姉御肌な性格となった。趣味・特技は運動全般で、特にサッカーが得意。大人の男性顔負けの健啖家で、特に肉を好物とする。孤児院の子供たちの説得に時間を費やしたことから、IS学園への編入が予定より遅れていた。
年下の一夏を孤児院の子供たちに重ねて合わせ、自身を「お姉ちゃん」と呼ぶように迫るが、これに照れた一夏の提案で「グリ姉（グリねえ）」と呼ばれるようになる。当初は姉の視点で一夏を見ていたが、体調を崩した自分を介抱してくれたことからほのかな恋心を抱くようになる。
専用ISは「テンカラット・ダイヤモンド」。

## IS
本作の軸となる存在。正式名称「インフィニット・ストラトス」。ストーリー開始の約10年前に開発された。
宇宙空間での活動を想定し、開発されたマルチフォーム・スーツ。開発当初は注目されなかったが、束が引き起こした「白騎士事件」によって従来の兵器を凌駕する圧倒的な性能が世界中に知れ渡ることとなり、宇宙進出よりも飛行パワード・スーツとして軍事転用が始まり、各国の抑止力の要がISに移っていった。
ISはその攻撃力、防御力、機動力は非常に高い究極の機動兵器で特に防御機能は突出して優れており、シールドエネルギーによるバリアーや「絶対防御」などによってあらゆる攻撃に対処できる（ただし、それでも万が一のため、搭乗者の生体維持機能もある）。核となるコアが特徴。肩、腰、胸、腹部、アーム、レッグに装甲が装着される。また、空を飛ぶことができるようになり、背中には「カスタム・ウィング」と呼ばれる飛行用の翼が付けられる。前述のシールドエネルギーの存在から余計な装甲が必要ないため、搭乗者の姿がほぼ丸見えな形状だが、身体全体を覆う全身装甲（フルスキン）が存在する。
ISには武器を量子化させて保存できる特殊なデータ領域があり、操縦者の意志で自由に保存してある武器を呼び出すことができる。ただし、全ての機体で量子変換容量によって装備には制限がかかっている。ハイパーセンサーの採用によって、コンピューターよりも早く思考と判断ができ、実行へと移せる。
ISは自己進化を設定されていて、戦闘経験を含む全ての経験を蓄積することで、IS自らが自身の形状や性能を大きく変化させる「形態移行」を行い、より進化した状態になる。第三形態までが確認されている。コアの深層には独自の意識があるとされていて、操縦時間に比例してIS自身が操縦者の特性を理解し、操縦者がよりISの性能を引き出せるようになる。
ISには謎が多く、全容は明らかにされていない。特に心臓部であるコアの情報は自己進化の設定以外は一切開示されておらず、完全なブラックボックスとなっている。原因は不明であるがISは女性にしか動かせず、それが原因でこの世界は女尊男卑の世の中になってしまった。唯一の例外が一夏であり、彼が男性でありながらなぜISを動かせるのか、開発者である束でさえも特定できておらず、全てが謎に包まれている。
ISに関する教育は女子の場合は適性検査を受けた時期にもよるが、早ければ小学生のうちから学習を始める。男性の場合は織斑一夏が現れるまで進めるとすれば技術畑のみだったため、趣味で調べるか専攻科目となる高校生から大学進学後からだった。そのため、一夏の場合はIS学園入学が決まってから授業に追いつこうと必読の参考書を渡されたが、本人によると「古い電話帳と間違えて捨ててしまう」くらい分厚い代物だった。
コアを製造できるのは開発者である束のみであるが、ある時期を境に束はコアの製造を止めたため、ISの絶対数が467機となり、専用機を持つ者は特別扱いされることが多い。なお、この機体数はあくまで公式上のものであり、ゴーレムなど秘密裏に存在する機体・コアもある。コアの数に限りがあるため、新型機体を建造する場合は既存のISを解体し、コアを初期化しなくてはいけない。

### 世代
第1世代
兵器としてのISの完成を目指した機体。現在はほぼ退役している。
第2世代
後付武装（イコライザ）によって、戦闘での用途の多様化に主眼が置かれた世代。現在最も多く実戦配備されている。射撃装備の多くは戦車や戦闘機に搭載されるか、生身の人間が使用する場合は「固定した場所に据え付けるか、複数名の部隊規模で運用する物」を携行型に作りなおした物。装備された武器は電子デバイスよる「使用制限（ロック）」がかかっており、他者が使用するには「使用許諾（アンロック）」を行う必要がある。
第3世代
操縦者のイメージ・インターフェイスを用いた特殊兵器の搭載を目標とした世代だが、搭載した兵器を稼働させ制御するにはかなりの集中力が必要で、未だ実験機の域を出ない。そのためか、（鈴の甲龍のように燃費の向上に重点を置いたものもあるが）どの機体も燃費が悪く、新たな課題となっている。
第4世代
装備の換装無しでの全領域・全局面展開運用能力の獲得を目指した世代。展開装甲や自動支援装備が標準装備されている。各国が未だ第3世代機の実験段階にある現在では、束が直接設計・開発した「紅椿」「セブンス・プリンセス」及び「インペリアル・ナイト」の3機しか存在しない。
「白式」は第3世代機として開発されたものの欠陥機として放置されていた機体を束が改修し、その際に第4世代技術を盛り込んだ武装「雪片弐型」を組み込んだ。その後、一夏用に倉持技研が再調整を行ったが、あくまでも武器である雪片弐型のみに第4世代機特有の展開装甲が取り入れられている為、正確には第3世代機である。

### 関連用語
ISスーツ
ISを効率的に運用するための専用衣装。バイタルデータを検出するセンサーと端末が組み込まれており、体を動かす際に筋肉から出る電気信号などを増幅してISに伝達する。ISの運用に必ずしも必要ではない。学校指定の専用タイプが用意されているが、多数の企業からさまざまなスーツが発表されており、女子はたいてい自分専用の物を用意している。一夏が使用している男性用はデータ収集用の試作品である。
パーソナライズされた専用機では量子変換された状態でISのデータ領域に格納されている。ISを起動させると自動的にスーツも展開されるようになっているが、エネルギーの消耗が激しいため、緊急時以外はスーツを着用してからISを展開するのが一般的である。
原作では男性用はウエットスーツ状の全身タイプ、女性用の学校指定タイプはタンクトップとスパッツを合わせたようなシンプルなもので、アニメ版では男性用は臍上丈の半袖インナーシャツとスパッツ、女性用はスクール水着状のレオタードと膝上サポーター、亡国機業のメンバーはハイレグ水着のようなデザインである（原作イラスト準拠）。
カラーリングは紺色が主となっているが、一夏とシャルロットと更識姉妹の黒、紅椿を持った後の箒の白（通常の専用機保有メンバーと比較すると多少デザインが異なる）やセシリアの青、鈴のピンク、ラウラのグレーのように専用機を保有している人物はカラーリングが異なっている。
漫画版では制服の下にISスーツを着用している。原作でも実習における着替え時間のロスを避けるため、大半の生徒がそうしている。
PIC（パッシブ・イナーシャル・キャンセラー）
ISの基本システム。これでISは浮遊・加減速などを行うことができる。発展形に第3世代兵器AIC（アクティブ・イナーシャル・キャンセラー）が存在する。
ハイパーセンサー
ISに搭載されている高性能センサー。操縦者の知覚を補佐する役目を行い、目視できない遠距離や視覚野の外（後方）をも知覚できるようになる。本来は宇宙空間という数千〜数万km単位の距離で使用するのが前提であるため、大気圏内ではリミッターが掛かっている。
カスタム・ウィング
バックパックに存在する巨大な翼型のスラスター。これとPICにより飛行を行う。機種によって形状は大きく異なっており、翼型から離れたものも存在する。
コア・ネットワーク
ISのコアに内蔵されている、データ通信ネットワークのこと。広大な宇宙空間での相互位置確認・情報共有のために開発されたシステム。現在は操縦者同士の会話として、オープン・チャネルとプライベート・チャネルが利用されている。最近の研究で、「非限定情報共有（シェアリング）」を行い、コア自身が自己進化していることが判明している。
シールドバリアー
操縦者を守るためにISの周囲に張り巡らされている不可視のシールド。攻撃を受けるたびにシールドエネルギーを消耗し、シールドバリアーを突破するほどの攻撃力があれば操縦者本人にダメージを与えることができる。モンドグロッソなどの国際試合や通常の模擬戦ではこのエネルギーがゼロになるか、搭乗者が意識を失うと負けとなる。
絶対防御
全てのISに備わっている操縦者の死亡を防ぐ能力。シールドバリアーが破壊され、操縦者本人に攻撃が通ることになってもこの能力があらゆる攻撃を受け止めてくれるが、攻撃が通っても操縦者の生命に別状ない時にはこの能力は使用されない。この能力が使用されるとシールドエネルギーが極度に消耗する。
前述のシールド突破も併せて、理屈の上では通常兵器でも投入する人員や物量などの運用コストを問わずに投入するか、作戦次第でパイロットやISその物にダメージを与え、撃破することは不可能ではない。
瞬時加速（イグニッション・ブースト）
IS運用における加速機動技術のひとつ。スラスターから放出したエネルギーを再び取り込み、都合2回分のエネルギーで直線加速を行う、いわゆる「溜めダッシュ」。
相手との間合いを文字通り「瞬時」に詰めることが可能だが、軌道が直線のみと単純なためタイミングを読まれるとかわされやすい。加速中に無理な軌道変更を行うと機体と身体に負荷がかかり、操縦者に骨折などが起こる可能性がある。スラスターが複数ある機体なら個別に使用することで「二連加速（ダブルイグニッション）」などの連続使用も可能。
形態移行（フォームシフト）
搭乗者のデータ入力である「初期化（フィッティング）」と、それによって機能を整理する「最適化（パーソナライズ）」を行うことで搭乗者に最もふさわしい形態にする。最初の設定が完了するのに大体30分前後掛かり、その結果起きる最初の形態移行を「一次移行（ファーストシフト）」と呼ぶ。装甲の形状なども若干変化し、それによって初めてISは“搭乗者の専用機”となる。
稼働時間と戦闘経験が蓄積されることでISコアや機体その物との同調が高まり、単一仕様能力を発現する第二形態「二次移行（セカンドシフト）」、さらなる進化である第三形態への「三次移行（サードシフト）」が起きる。
ワンオフ・アビリティー（単一仕様能力）
ISが操縦者と最高状態の相性になったときに自然発生する固有の特殊能力。通常は第二形態から発現する。それでも能力が発現しない場合が多い。
パッケージ
換装装備。パッケージを追加するには「拡張領域（バススロット）」が必要になる。単純な武器なら相当な数を追加できる物もあるが、第四世代装備や強力な単一仕様能力の場合、それらに拡張領域の容量を喰われてナイフ一本追加できない機体も存在する。
第4世代の物は存在しない（というより必要としない）。
オートクチュール
専用機が持つ機能特化専用パッケージ。
IS適性
操縦者がISをうまく操縦するために必要な身体的素質。ISランクとも呼ばれる。値が高いほどISを使いこなす可能性が出てくるが、訓練や操縦経験の蓄積などで変化することもあるため、絶対値ではない。作中ではCからSまでのランクが存在、中でも適性Sは「ヴァルキリー」「ブリュンヒルデ」級の数名しか存在しない（逆にそのくらいの実績を出さないと認定されない）。
電脳ダイブ
操縦者個人の意識をISの同調機能とナノマシンの信号伝達によって、ISの操縦者保護神経バイパスを通して電脳世界へと仮想可視化して侵入させること。これによって操縦者自身が直接ネットワーク上のシステムに干渉することが可能となる。この行為自体に危険性はないものの、使用はアラスカ条約によって規制されている上、電脳世界へ入っている間は操縦者が無防備になるため、あまり活用されていない模様。

## 登場IS

### 専用機
主に代表操縦者および代表候補生や企業に所属する人間に与えられるIS。最初からパイロットの特性がコアに入力されているわけでなく、「初期化（フィッティング）」「最適化（パーソナライズ）」（合わせて一次移行（ファースト・シフト））を経て、専用機としての性能を発揮する。また、ISそのものが量子化することができるため、普段は待機形態と呼ばれる形で持ち運びされている。待機形態は普通はアクセサリーの形状になるが、どのような形になるかはパイロットからは決定できない。さらに、ISの装甲を部分的に展開することも可能。機体カラーは特記するもの以外、基本的に機体名を踏襲している。アニメ版ではISに若干の違いなどがある。
白式（びゃくしき）
織斑一夏の第3世代型IS。機体カラーは白色。待機形態はガントレット。
元々は日本のIS企業・倉持技研が設計開発していた代物だが、開発が頓挫して欠陥機として凍結されていたものを束がもらい受け完成させた機体であるため、スペックは非常に高い。後の紅椿にメイン採用された「展開装甲」技術の試験機としての側面があり、雪片弐型にその機構が組み込まれている。元からある仕様として第一形態時からワンオフ・アビリティーが使えるように作られているほか、かつての「白騎士」だけが持っていた操縦者の生体再生能力も備わっており、「白騎士」と「暮桜」両方の特性を備えた機体といえる。
機体のコアには千冬の最初の乗機「白騎士」のコアが使われており、武装も「白騎士」「暮桜」の後継となるものが搭載されている。完全に初期化したはずのコアがかつての能力を発動したり、カットできないはずの絶対防御をカットするなど、開発した束や「白騎士」のパイロットである千冬でも分からない機能を有している。
雪片弐型（ゆきひらにがた）
刀剣の形をした、近接戦闘用の武装で白式の主力武装。千冬の使っていた武器「雪片」の後継でもある。読みは2巻までは「ゆきひらにのかた」と表記されていたが、現在発行されている刷では1巻から「ゆきひらにがた」で統一されている。
第一形態からワンオフ･アビリティーが使えるように作られているため、これ一本に拡張領域（バススロット）の全てを使用しており、後付装備（イコライザ）ができない。そのため、白式には近接戦用の機体にも標準装備されている射撃用センサーリンクシステムが搭載されていない。一夏自身の射撃センスは高くないし、後付けができないとはいえ、これも欠陥のひとつである。
第4世代技術である「展開装甲」が使われている。なおこの展開装甲は束が実験代わりに無理やりねじ込んだものである。
零落白夜（れいらくびゃくや）
白式の単一仕様能力。対象のエネルギー全てを消滅させる。使用の際は雪片弐型が変形し、エネルギーの刃を形成する。相手のエネルギー兵器による攻撃を無効化したり、シールドバリアーを斬り裂くことで相手のシールドエネルギーに直接ダメージを与えられる白式最大の攻撃能力で「対IS兵装」とも言える。自身のシールドエネルギーを消費して稼動するため、使用するほど自身も危機に陥ってしまう諸刃の剣でもある。「パイロットの安全」という点から言えば欠陥としか言いようがないが、千冬によると多少攻撃特化になっているだけであり「ISはそもそも完成していないから欠陥もなにもない」と言っている。千冬の乗機だった「暮桜」と同じ能力だが、本来別の機体で同じ単一仕様能力が発現することはなく、束は千冬と繋がりの深い白騎士のコアが暮桜のコアとコア・ネットワークを介して情報をやりとりし、「零落白夜」を自らの能力として開発していたのではないかと推測している。
第二形態・雪羅
第二形態移行した名称。左手への多機能武装腕「雪羅（せつら）」の発現と大型化したウイングスラスターが4機備わっており、二段階加速（ダブルイグニション）が可能になっている。加速のためのエネルギー充填速度も3分の2へと短縮されて最大速度も+50%くらいまで向上している。右手の雪片弐型と左手の雪羅を合わせて使うことで戦闘能力も非常に高くなっている。だが、第一形態以上にエネルギー消費が激増しており非常に燃費が悪い。そのため、単機では能力を発揮しきれず、紅椿の「絢爛舞踏」による補助を得てその能力を完全に発揮できる。
二次形態移行した際に発現する多機能武装腕「雪羅」は、一夏がマニュアル操作でシャルロットのアサルトライフルを撃った経験を元に白式自らが作り出した力であると予想されており、展開装甲の機能も持っているのか射撃・格闘・防御を全てカバーすることができる柔軟性がある。射撃用に大出力の荷電粒子砲、格闘用にブレードと零落白夜のエネルギー爪、防御用として零落白夜のバリアシールドを展開可能。白騎士がかつて装備していた荷電粒子砲との関係性は不明。だがシールドエネルギーをさらに消費するようになり、スラスター増設によるエネルギー消費も加わったため、一層と効率のいい運用を心掛けなくてはならなくなった。簪の指摘によりエネルギー消費は多少は改善したものの、まだ向上の余地はある模様。
アニメ第2期では外観が第一形態に差し戻されている。また第12話において一夏が昏倒から復活する際に一切の説明なく原作における第二形態の外観に変化している。
暴走状態
黒騎士との戦闘において追いつめられた際に発現し、機体の装甲を白騎士の形状に変貌させた姿。この時には一夏の身体は機体に支配され、動作はプログラムのようなものになって敵味方問わずに攻撃する。マドカは「織斑 千冬の残留無意識」ではないかと考えている。
第三形態・王理
第三形態移行した名称。白い大型エネルギー･ウィングと事前に装着して形態移行の際に吸収されたO.V.E.R.S.の意匠があるのが特徴。第三形態移行した際に単一仕様能力「夕凪燈夜」が追加されている。
夕凪燈夜
ホワイト･テイルの単一使用能力。全てのISプログラムを初期化する能力である。使用の際は右手に光を纏う形になる。「真の単一使用能力」とされている事から、何らかの形で暮桜の単一使用能力をコピーした「零落白夜」とは異なり、ホワイト･テイル本来の単一使用能力と考えられる。

紅椿（あかつばき） / 赤月（あかつき）
篠ノ之箒の第4世代型IS。機体カラーは赤色。待機形態は金と銀の鈴が一対になっている赤い紐。
白式の対となる存在であり、コンビ運用を前提として開発された機体。エネルギーを消滅させる白式に対して増幅させる紅椿という立ち位置であり、互いを停止させる抑止力としての意味も持つ。
現行機を遥かに凌駕する機体性能に加え、即時万能対応機という現在机上の空論なはずの第4世代型のコンセプトを実現し、全身のアーマーになっている完成型の「展開装甲」を稼動させることで攻撃・防御・機動のあらゆる状況に即応することが可能。さらに束が独自開発した「無段階移行（シームレス・シフト）」システムが組み込まれており、蓄積経験値により性能強化やパーツ単位での自己開発が随時行われるほか、高度な操縦支援システムを備えており、操縦者に依存しない機動性能を持つ（つまり、ある程度は「勝手に動く」）。
代表候補生ではない箒が一年生の時点で専用機を持つことは本来不可能だが、彼女の姉の束が箒のためだけに直々に開発した。そのため、このISは現在どこの国にも所属していない。全世界がまだ第3世代型の実用化に躍起になっている中、世代を飛び越えてしまった紅椿の登場は世界中の努力を全て無意味なものにしてしまい、その帰属を巡って各国の争いの火種にもなりかねない存在となっている。
第12巻の騒動にて、光の粒子となって消滅した。
展開装甲（てんかいそうこう）
紅椿の要である可変装甲。両の腕肩脚部と背部に装備され、その一つ一つが自動支援プログラムによるエネルギーソード、エネルギーシールド、スラスターへの切り替えと独立した稼動が可能。背部の2機は切り離してビットとしての使用も可能となっている。
雨月（あまづき）・空裂（からわれ）
刀剣の形をした紅椿の主力武装。雨月は刺突攻撃の際にレーザーを放出し、空裂は斬撃そのものをエネルギー刃として放出することができるため、一対多での中距離戦闘にも適している。
絢爛舞踏（けんらんぶとう）
紅椿の単一仕様能力。白式の一対零のエネルギー消滅能力に対して一対百のエネルギー増幅能力となっている。使用時には展開装甲から放出される黄金色の粒子によって機体が金色に輝き、少ない残量のエネルギーを増幅して一気にフル状態にしたり、従来ならば事前準備が必要でコア同士のシンクロなど非常な困難が伴う他のISへのエネルギー提供を機体接触するだけで即時実行できる。紅椿の高性能はこのアビリティーの使用を前提にしており、発動していない時は白式と同じく燃費効率が非常に悪いため、機体がすぐにエネルギー切れを起こしてしまうものの、完全に操れるようになればほぼ無尽蔵のエネルギーが供給されることとなる。
発動には箒自身が一夏に対して強く願わなければならず、初陣からしばらくの間は任意に発動できなかったが、7巻の時点で任意発動が可能となった。
穿千（うがち）
無段階移行システムにより戦闘経験値が一定量に達したことで発動した紅椿の新武装。両肩の展開装甲をクロスボウ状に変形させて発射する2門の出力可変型ブラスターライフル。7巻では、アリーナの地面を焼き払うほどの威力を発揮した。

ブルー・ティアーズ（蒼い雫）
セシリア・オルコットの第3世代型IS。機体カラーは青色。待機形態はイヤーカフス。
射撃を主体とした機体。第3世代兵器「BT兵器」のデータをサンプリングするために開発された実験・試作機という意味合いが濃い。ライフルの実弾装備がなく、セシリアによると白式の零落白夜には歯が立たない。セシリアは実弾装備を要求しているが、データのサンプリングが優先としてことごとく却下されている。なお、ブルー・ティアーズにはインターセプターとミサイルビット2機が搭載されており、実弾装備がないわけではない。
スターライトmkIII
主力武装である巨大な特殊レーザーライフル。
ブルー・ティアーズ
遠隔無線誘導型の武器で、相手の死角からの全方位オールレンジ攻撃が可能。本機の名前の由来でもある。装備によっては機体に接続することでスラスターとしても機能する。装備数は6基で、4基はレーザー、2基はミサイルを撃つことができる。最大稼働時にはビームの軌道も操る（曲げる）ことができる。ただしビットを展開している間、操縦者のセシリアはビットの制御に集中しなければならないので他の武器と連携できず、彼女が無防備になるという弱点も持ち合わせている。
インターセプター
接近戦用のショートブレード。セシリアが射撃戦を主にするので滅多に使用せず、入学当初は候補生でありながら呼び出すのに装備名を口頭で挙げるという初心者用の手段を使うなど時間がかかっていた。
強襲用高機動パッケージ「ストライク・ガンナー」
3巻および6巻で使用。本パッケージ装備時は6基のブルー・ティアーズは射撃機能を封印し、完全にスカート状のスラスターとしてのみ運用する。
3巻では全長2メートルのレーザーライフル「スターダスト・シューター」、超高感度ハイパーセンサー「ブリリアント･クリアランス」、6巻ではロングライフル「ブルー・ピアス」を装備している。

甲龍（シェンロン/こうりゅう）
凰鈴音の第3世代型IS。機体カラーは赤色がかった黒。待機形態はブレスレット。
燃費と安定性を第一に設計されている。正式名称の読み方は中国語の「シェンロン」。日本語の「こうりゅう」という呼び名は「『シェンロン』では別のものを連想してしまう」という理由から一夏が名づけたものだが、他の人物が使用することもある。コミック版およびアニメ版では一夏が呼び名を改める経緯は描かれていない。
双天牙月（そうてんがげつ）
大型の青龍刀。2基装備されており、連結することで投擲武器としても使用できる。7巻では刀刃仕様への変更を要求した。
龍咆（りゅうほう）
空間自体に圧力をかけ砲身を作り、左右の翼から衝撃を砲弾として打ち出す衝撃砲。肩部と腕部に装備されている。拡散衝撃砲や貫通衝撃砲などの種類がある。7巻では右肩部を拡散に、左肩部を貫通への変更を要求した。砲弾だけではなく、砲身すら目に見えないのが特徴。なおアニメ版では演出上、発射時のエフェクトで視認できる。砲身の稼動限界角度はない。
機能増幅パッケージ「崩山（ほうざん）」
3巻で使用。龍砲が2門から4門に増設、通常時の「不可視の弾丸」ではなく「赤い炎を纏った弾丸」を放つ拡散衝撃砲に変化し、破壊力が格段に増強される。
高速機動パッケージ「風（フェン）」
6巻で使用。増設スラスター4基と、胸部に衝角状の追加装甲を搭載するキャノンボール・ファスト仕様のパッケージ。衝撃砲は出力を落とし、近距離用の拡散使用となっている。砲口は前方から側面に変わっている。
高電圧縛鎖（ボルテックチェーン）
7巻にて腕部衝撃砲の代わりに鈴が実装することを要求した装備。

ラファール・リヴァイヴ・カスタムII
シャルロット・デュノアの第2世代型IS。機体カラーはオレンジ色。待機形態は十字のネックレス・トップ。
ラファール・リヴァイヴをカスタムした機体。基本装備の一部を外した上で後付け装備用に拡張領域を原型機の2倍にまで追加しており、その搭載量は追加装備だけで20体になる。ウェポンラックの位置は原作とアニメでは異なり、原作はリアスカート、アニメはフロントスカートに配置されている。後述の高速切替と合わせ、距離を選ばない戦いができる。
下記以外にアサルトカノン「ガルム」、連装ショットガン「レイン・オブ・サタデイ」、近接ブレード「ブレッド・スライサー」、重機関銃「デザート・フォックス」などの武装が確認されている。
高速切替（ラピッド・スイッチ）
大容量の拡張領域を活用し、事前に武装の呼び出しをせずに戦闘と同時進行で武装を呼び出す、機能というよりはシャルロットの特技。
灰色の鱗殻（グレー・スケール）
シールドの裏に装備されている69口径のパイルバンカー。通称・盾殺し（シールド・ピアース）。
リボルバー機構の装備によって、炸薬交換による連続打撃が可能となっており、第2世代では最高クラスの威力を持つ本機の切り札。
使用の際の盾の扱いは原作とアニメで異なり、原作では炸薬によって盾そのものをパージするのに対し、アニメでは固定アームの可動によって攻撃の妨げにならない位置に移動させる構造になっている。
砂漠の逃げ水（ミラージュ・デ・デザート）
斬り合っていたかと思えばいきなり銃に持ち替えての近接射撃、間合いを離せば剣に変更しての接近格闘。押しても引いても一定の距離と攻撃リズムを保ち、攻防ともに安定した高レベル戦闘方法。いわく「求めるほどに遠く、諦めるには近く、その青色に呼ばれた足は疲労を忘れ、綾やかなる褐色の死へと進む」。
防御パッケージ「ガーデン・カーテン」
3巻で使用。実体シールド2枚、エネルギーシールド2枚により防御機能を向上させる。高速切替によって防御の間も攻撃が可能。
この他に6巻でキャノンボール・ファスト仕様として、左右の肩と背部に1基ずつ増設スラスターを装備している。

シュヴァルツェア・レーゲン（黒い雨）
ラウラ・ボーデヴィッヒの第3世代型IS。機体カラーは黒色。待機形態はレッグバンド。
ドイツ製作。ドイツ語表記はSchwarzer Regen。主な武装は肩の大型レールカノンと両肩およびリアアーマーに計6機装備されたワイヤーブレード、両腕手首から出現するプラズマ手刀。AICと呼ばれる機能を搭載する。密かに組み込まれていた国際条約違反のVTシステムが暴走。一夏によって破壊されたが、コアが無事だったので予備パーツで補い、復活させた。
AIC（慣性停止結界）
アクティブ・イナーシャル・キャンセラーの略。ラウラ自身は「停止結界」と呼称し、もともとISに搭載されているPICを発展させたもの。対象を任意に停止させることができ、1対1では反則的な効果を発揮するが、使用には多量の集中力が必要であり、複数相手やエネルギー兵器には効果が薄い。
VTシステム
Valkyrie Trace System（ヴァルキリー・トレース・システム）の略。
過去のモンド・グロッソ優勝者の戦闘方法をデータ化し、そのまま再現・実行するシステム。パイロットに「能力以上のスペック」を要求するため、肉体に莫大な負荷が掛かり、場合によっては生命が危ぶまれる。束曰く「不細工なシロモノ」で、現在あらゆる企業・国家での開発が禁止されている。
シュヴァルツェア・レーゲンに搭載されたものは機体の損害がレベルDに達し、最大限に達したラウラの負の感情（戦闘で敗北した悔しさやそれから来る怒り）を機動キーに発動するように設定・欺瞞されていた。
なお、このシステムを研究していた施設は、暴走事件のすぐ後に束の手で倒壊している。
砲戦パッケージ「パンツァー・カノニーア」
3巻で使用。レールカノン「ブリッツ」を両肩に2門装備。遠距離からの砲撃・狙撃対策として2枚の物理シールドを左右、正面に展開する。
銀の福音（シルバリオ・ゴスペル）
ナターシャ・ファイルスの第3世代型IS。「ブルー・ティアーズ」と同様に射撃特化型の機体であり、アメリカ・イスラエルで特殊射撃による広域殲滅を目的に共同開発された軍用ISでもある。ハワイ沖で試験運用していたところ、外部からの不正アクセスによってコア・ネットワークから切断され、「他のIS全てを敵機と誤認する暴走」を起こした。なぜか「一番近くにいる」という理由で一夏らIS学園の専用機所持者たちによって大破・停止された。コアは無事だったが暴走を起こしたことから凍結処置がとられてしまった。機体カラーは銀色。
アニメ版では無人機で、操縦者は登場しない。
銀の鐘（シルバー・ベル）
大型スラスターと広域射撃武器を融合させた新型システム。36の砲口をもつウィングスラスター。
高密度に圧縮されたエネルギー弾を全方位へ射出するとともに、常時瞬時加速と同程度の急加速が行える高出力の多方向推進装置（マルチスラスター）。
第二形態
戦闘で追い詰められた際に防衛機能として機体が自ら無理やり第二形態移行した姿。機動速度など性能が著しく上昇し、全身からエネルギーの翼のようなものが生え、それそのものを弾丸のように撃ち出している。そもそもが軍用ISとはいえ、それを考慮しても異常なまでの高性能さと攻撃力を発揮した。

グストーイ・トゥマン・モスクヴェ（モスクワの深い霧）
更識楯無及びログナー・カリーニチェの専用IS。楯無のミステリアス・レイディの前の呼び名。ログナーが駆るのはプロトタイプである零号機。
ミステリアス・レイディ（霧纏の淑女）
更識楯無の第3世代型IS。ロシアが設計したIS「モスクワの深い霧」の機体データを元に楯無が1人で組み上げたフルスクラッチタイプの機体。他のISに比べ装甲が少なく、それをカバーするように左右一対で浮いている「アクア・クリスタル」というパーツからナノマシンで構成された水のヴェールが展開されており、ドレスやマントのように装着者を包む。
武装は下記以外に高圧水流を発することができる蛇腹剣「ラスティー・ネイル」を搭載している。ほとんどのパーツにナノマシンで構成した水を使用しているため、水を自在に操ることができる。機体カラーは水色。待機状態は扇子に取り付けた二対となる菱形のストラップ。
清き熱情（クリア・パッション）
ナノマシンで構成された水を霧状にして攻撃対象物へ散布し、ナノマシンを発熱させることで水を瞬時に気化させ水蒸気爆発を起こす、その衝撃や熱で相手を破壊する戦闘能力。拡散範囲は限られているが、非常に有用性が高い。
蒼流旋（そうりゅうせん）
特殊ナノマシンによって超高周波振動する水を螺旋状に纏ったランス。四門のガトリングガンも装備されている。
ミストルテインの槍
通常時は防御用に装甲表面を覆っているアクア・ナノマシンを一点に集中、攻性成形することで強力な攻撃力とする一撃必殺の大技でもあり、自らも大怪我を負いかねない諸刃の剣。そのエネルギー総量は小型気化爆弾4個分に相当する。
「麗しきクリースナヤ」
発動時は赤い翼を広げたユニットが接続され超高出力モードになり、アクア・ヴェールの色が赤に変わる。
沈む床（セックヴァベック）
ミステリアス・レイディの単一使用能力。高出力ナノマシンによって空間に敵機体を沈めるようにして拘束する超広範囲指定型空間拘束結界。対象は周りの空間に沈み、拘束力はAICを遥かに凌ぐ。

打鉄弐式（うちがねにしき）
更識簪の第3世代型IS。打鉄の後継機。日本の倉持技研が開発を進めていたが、束が改修した「白式」や世界初の男性操縦者である一夏のデータ収集・解析にすべての技術者を取られてしまい、永らく未完成のままだった。後に簪が一夏のタッグパートナーとなったことで、彼の人脈からIS学園整備科の協力を経て学園内で機体が完成した。機体の稼動データには「ミステリアス・レイディ」、荷電粒子砲など一部の武器データには「白式」のデータが流用されている。防御重視の打鉄と違い、機動性に特化している。待機形態は右手中指に填められたクリスタルの指輪。
春雷（しゅんらい）
背中に搭載された2門の連射型荷電粒子砲。
夢現（ゆめうつつ）
近接武器である対複合装甲用の超振動薙刀。
山嵐（やまあらし）
打鉄弐式の最大武装。第3世代技術のマルチロックオン・システムによって6機×8門のミサイルポッドから最大48発の独立稼動型誘導ミサイルを発射するものであるが肝心のシステムが完成せず、現在は通常の単一ロックオン・システムが搭載されている。
シールドパッケージ「不動岩山」
広範囲防壁を展開することができる。

シュヴァルツェア・ツヴァイク（黒い枝）
クラリッサ・ハルフォーフの第3世代型IS。「シュヴァルツェア・レーゲン」の姉妹機。ドイツ軍の特殊部隊に配備されている。開発スケジュールに遅れが生じていた為に完成が遅れており、11巻の時点で漸く完成に至る。全体的に重厚な装甲で構成されたレーゲンに対して、「枝」を連想させる細い機体となっている。
装備は必要最低限の武装に絞られているが、これはより「ツヴァイク」での運用を中心にする為とされ、その為に他の武器容量を削っているからとされる。
6巻でキャノンボール・ファストにあわせて、同機体の高機動パッケージを調整してレーゲンが使用している。待機形態はレッグ･バンド。
AIC（慣性停止結界）
アクティブ・イナーシャル・キャンセラーの略。シュヴァルツェア･レーゲンと同様のものではあるが、開発スケジュールの遅れが生じた分、より攻撃特化に調整されている。防御的であったレーゲンのものとは異なり、対象に向けて「ツヴァイク」と呼ばれる特殊な棘を射出、AICの指向性力場を付与･展開する事で相手の装甲を刳り貫く事が可能である。
ナハト・ナハト
右手に装備されている大型カノン。シュヴァルツェア・レーゲンの右肩に装備されている大型レールカノンの発展型であり、攻撃力及び操作性が向上されている。
ファング・クエイク（震える牙）
イーリス・コーリングの第3世代型IS。所属はアメリカ。機体カラーはタイガーストライプ。甲龍と同じコンセプトで開発されているため、安定性と稼動効率に特化している。
自身の拳とナイフを主武器としており、成功率は40%と心許ないがスラスター4基による個別連続瞬時加速（リボルバー・イグニッション・ブースト）を行うこともできる。
ヘル・ハウンドver2.8
ダリル・ケイシーのIS。特徴的な両肩の犬頭からは炎が吹き出ている。装甲はダークグレー。炎を操る能力を持ち、ゴールデン・ドーンと同様に火球を生成することができる。待機形態は首輪を模したチョーカー。
双刃剣「黒への導き」（エスコート・ブラック）
コールド・ブラッド
フォルテ・サファイアのIS。冷気を操る能力を持ち、氷壁による防御や、氷塊の落下および氷柱の射出による攻撃が可能。機体カラーは水色に近いホワイト。ボディの各所に氷を連想させる水色のクリスタルが施されている。待機形態はフォルテの三つ編の先の髪留め。
黒鍵（くろかぎ）
クロエ・クロニクルのIS。千冬によると束が開発した生体同期型のISらしいが、詳細は不明。
ワールド・パージ
対象者に幻覚を見せる能力。この能力で対象者を外界と遮断し、精神に影響を与える。仮想空間では相手の精神に直接干渉することで、現実世界では大気成分を変質させることで相手に幻覚を見せる。
ラファール･リヴァイヴ･スペシャル／ショウ･オブ･マスト･ゴーオン（幕は上げられた）
山田真耶のIS。ラファール･リヴァイヴを基にしており、ウイング状に繋がった巨大なシールド4枚を追加パーツとして装備されている。京都での亡国機業襲撃に備え、楯無が接触したとされる人物から「名も無き兵たち」元隊長のカレン経由で託されて真耶の手元に渡る。待機形態はブローチ。
絶対制空領域（シャッタード･スカイ）
巨大なシールド4枚を展開して相手ISを中に閉じ込め、僅かな隙間から2丁のサブマシンガンで狙撃、内部で弾丸が跳弾を繰り返して相手の機体装甲をズタズタに破壊するという「エグい」攻撃である。
ダイヴ･トゥ･ブルー
チェルシー・ブランケットの第3世代型IS。サイレント・ゼフィルス強奪後に極秘裏に開発されたBT兵器搭載ISの3号機であるが、チェルシーによって強奪される。
空間潜行（イン･ザ･ブルー）
ダイヴ･トゥ･ブルーの単一使用能力。チェルシー本人の姿が空間に沈む様に消え、空間内を潜行する。空間潜行中はビットを使えないという欠点がある。

### 訓練用IS（量産型IS）
国家代表や代表候補生に与えられる最新鋭の試作機である専用機（現時点では第3世代）とは違い、第2世代機として実戦配備されている機体。
IS学園でも専用機を持たない一般生徒の訓練用として貸し出されている。不特定多数のパイロットが使用するため、「初期化・最適化」の機能はオフになっている。
打鉄（うちがね）
日本純国産の第2世代型IS。性能が安定しており使いやすい。武者鎧のような形態をしており、両肩部分に装備された楯は「破壊される前に装甲が再生する」など防御力に特化している。近接用ブレード「葵（あおい）」とアサルトライフル「焔備（ほむらび）」を標準装備している。機体カラーは黒色（アニメでは銀灰色）。アニメのOP映像では箒が着用した映像が使われた。一夏のIS訓練時にも箒が使用。
専用機や第2世代でも後期型のISが各部のアーマーを大型化して手足を延長した形態にしているのに対して基本的に搭乗者本来の体格からあまり逸脱しないサイズなので扱いやすい。ただし、追加装備の種類によっては大幅に変化する。柔軟な仕様の日本製OSによって第二世代でも最大数の追加装備（パッケージ）に対応しており、超長距離射撃装備「撃鉄（げきてつ）」は命中率の世界記録を保持している。
ラファール・リヴァイヴ（疾風の再誕）
フランス、デュノア社製の第2世代型IS。最後期の機体でそのスペックは第3世代型初期に劣らない。現在配備されている量産ISの中では最後発だが世界第3位のシェアを誇り、7カ国でライセンス生産され、12カ国で制式採用されている。「ラファール・リヴァイヴ・カスタムII」の原型で、操縦しやすく汎用性が高い。それにより操縦者を選ばないことと、多様性役割切り替えを両立している。外見上の特徴は、ネイビーカラーをした4枚の多方向加速推進翼である。別名『飛翔する武器庫』の異名を持っている。
クアッド・ファランクス
25mm7連砲身ガトリング砲4門を備え、樽型弾倉、管制装置を持つ追加装備。最強の攻撃力と言われるほどの高い火力を持つが、火器の重量と発射時の反動を制御するのにPICの機能を割いているため、移動が封じられる。機体を安定させるため、追加装備自体にも脚部が4本増設されていて装備時には「6本足」になる。

### 亡国機業のIS
アラクネ
オータムの第2世代型IS。経緯は不明だがアメリカから強奪した機体。背中に8つの独立したPICを展開している装甲脚を備え、蜘蛛を模した異様な容姿をしている。機体カラーは黄色と黒。装甲脚には砲門が装備されている。
学園祭で「白式」を強奪するために使用されるが、戦闘で追い詰められた際にオータムがコアを抜き、自爆させる。再びコアを装甲に馴染ませるのに時間がかかるため、再起不能状態に陥る。
サイレント・ゼフィルス
エムの第3世代型IS。経由は不明だがイギリスから強奪した実験機体。BT兵器搭載ISの2号機で、シールド・ビットを試験搭載している。1号機のデータが基盤となっている。ブルー・ティアーズの搭載数4基を凌ぐビット6基が確認されており、なおかつセシリアのように使用中に他動作不可能という欠陥もない。機体カラーは（ブルー・ティアーズよりも濃い）青色。武装は下記以外にも小型レーザーガトリングが確認されている。
IS学園に潜入したオータムを回収する任務を果たしたものの、束を拘束する任務でターゲットの束に「解体」されてしまった。
オリジナルであるメディアファクトリー版は1号機であるブルー・ティアーズとよく似たデザインになっているが、新装版およびアニメ版では蝶を連想させるデザインとなっている。
スターブレイカー（星を砕く者）
BTエネルギーと実弾の両方が搭載されており、銃剣としても使用可能なライフル。
エネルギー・アンブレラ
高性能爆薬による自爆機能が付いているシールド・ビット。
ナイフ（正式名称不明）
5巻にてラウラのAICを切り裂いて解除した。詳細は不明。色はピンク。

ゴールデン・ドーン（黄金の夜明け）
スコールの第3世代型IS。その名の通り全身に金色のカラーリングが施されている。先端が開閉式となっている巨大な尾を持ち、近接戦闘時には3本目の腕として用いられる。
プロミネンス
両肩に備わっている炎の鞭。攻撃のみならず、高速回転させて全身を覆えば防御シールドとしても使える。
プロミネンス・コート
機体周囲に張る薄い熱線のバリア。
ソリッド・フレア
火の粉を凝縮して作る超高熱火球。
黒騎士（くろきし）
エムの使用する第3世代型IS。束がサイレント・ゼフィルスを改造して提供した。そのためかシルエットに共通点が見られる。シールドビットやライフルの類は廃し、近接型ISとして大きく生まれ変わった。
フェンリル・ブロウ
普段はスタビライザーとして機能する大剣。蛇腹模様の機構に展開装甲が備えられている。
ランサービット
穂先からビームを発射可能な二対の槍。
腕部ガトリングガン
口径7.62mmのマシンガン。

### その他のIS
白騎士（しろきし）
第零世代型にして最初に製造されたIS。全身装甲型で武装は近接用プラズマブレード一本のみ。白騎士事件で千冬が使用したが、それを知る者は本人と束のみで、臨海学校で一夏たち専用機持ちの面々にも明かされる。現在はコアを初期化して解体し、企業などに技術提供の形で公開され、第1世代型の開発基盤となった。その後、研究所に提供されていたコアのみが行方不明になってしまったと思われていたが、白式のコアに転用されていることが判明した。
10巻では白式の暴走形態として姿を見せた。
暮桜（くれざくら）
白騎士に次いで開発され、千冬が公の場で使用した第1世代型IS。刀剣型近接武器「雪片」のみを備え、単一仕様能力「零落白夜」によって第1回モンド・グロッソを勝ち抜いた。
現在は何者かとの私闘により、コアと機体共にIS学園地下特別区画にて石像と化し凍結状態にある。
デザインは未だ発表されていないが、アニメ版における回想およびVTシステムで打鉄に似た形状の機体であることが明らかになっている。
テンペスタ
アリーシャが用いるイタリアが開発した純格闘型IS。
大会データを利用して制作された対戦ゲーム「IS/VS（インフィニット・ストラトス／ヴァーサス・スカイ）」でも結構強い（というか、エグい）キャラらしい。待機形態はキセル。
疾駆する嵐（アーリィ・テンペスト）
テンペスタの単一使用能力。風を操り自身の分身を複数作り出せる。分身は超高速回転の風でできているため、触れるだけでも物体を削って破壊する。
テンペスタII
2巻においてセシリアの説明に登場したイタリアの第3世代モデル。欧州連合の次世代機選定計画「イグニッション・プラン」の候補機（他にはイギリスのティアーズ型とドイツのレーゲン型）で、第2回モンドグロッソにも出場したテンペスタの系列機。
メイルシュトローム
テンペスタ同様、大会データを利用して制作された対戦ゲーム「IS/VS（インフィニット・ストラトス／ヴァーサス・スカイ）」に登場するイギリス製IS。詳細は現時点では不明だが、弾によるとゲーム内では非常に使い辛い機体。

ゴーレム
束が開発した無人稼働IS。全身装甲（フル・スキン）の上に出力の高い武装を搭載し、人間では不可能な動作を行えることが特徴。コアは束が世に出していない未登録のものが使用されている。正式名称が明らかとなったのは第7巻。
ゴーレムI
一夏と鈴のクラス対抗戦にて乱入して来た機体。アリーナのシールドバリアーを破壊するほどの威力を持つ強力なビーム兵器を搭載する。
一夏たちとの戦闘で機能中枢が修復不可能なほどに破壊されて解析はできなかったものの、コアはIS学園で秘密裏に回収された。
アニメ版ではゴーレムIのデザインや武装が異なり、原作以上に機械的となっている（原作との比較は、『月刊コミックアライブ』2011年3月号や同年4月号を参照）。オーバーラップ版の挿絵ではアニメ準拠のデザインに変更されている。
ゴーレムIII
改良型。大型ブレードの装備やシールドビット搭載などの改良が施されている。また、絶対防御システムを阻害するジャミング装置が搭載されており、操縦者へ直接ダメージを与えることができる。
鉄の巨人といった体躯のゴーレムIに対し、鋼の乙女といった容姿を持つ。
IS学園での専用機限定タッグマッチ当日に送り込まれた5機が破壊活動を行い、専用機持ちの生徒たちと交戦。また、戦闘教員は織斑千冬の指示により拠点防衛布陣を敷いた。結果的に全機が撃墜され、無事だったコア2つはIの時同様、学園で回収された。生徒のみの力で撃墜されたことが明らかになっているのは、一夏・箒・楯無・簪の4名の交戦した2機のみである。絶対防御を阻害するなど対IS兵器といえる存在だが、束の性格から言ってその危険性は認識していない。

### 『アーキタイプ・ブレイカー』からのIS
九尾ノ魂
本音の使用する第三世代型IS。絶対天敵の襲来を機に、以前から立ち上げられていたという｢IS学園機体開発計画｣において本音が設計デザインしてIS学園の整備課全員で開発されたIS。
待機形態は髪留め。
貫けビット
背部のバックパックに搭載された狐の尾を模した刃が先端となって紙バネに似たコードを伸ばして相手に攻撃していく有線型ビット。
おみくじ
みくじ筒型の武器であり、中から出た棒が「吉」と出るものであれば爆弾代わりとなって攻撃できるものとされ、吉、大吉となると攻撃力が増していく。凶ならばミス。
水流操作
相手の頭上から滝のような水流を浴びせ、金色の大タライで追い打ちをかける技。
甲龍・紫煙（シェンロン・スィーエ）
乱音の第三世代型IS。鈴音の使用する甲龍の量産型であり、打鉄やラファール・リヴァイヴ同様、量産型ISに分類されるが、「中華人民共和国とは別の（むしろ対立している）国」である台湾（中華民国）が、なぜ甲龍の設計を手に入れられたのか、もしくは台湾が中国に併合されているのかは作中では語られていない。
待機形態は右手に付けている白を基調としたブレスレット。
角弐
甲龍・紫煙の基本武装である大型マチェット。
甲尾
下半身にある三本の尾のような武装。先端が三叉に別れており、その一本一本に銃火器が搭載されている。
龍咆・単式
龍の頭部のような武装から放たれる龍咆。甲龍・紫煙の搭載する砲口は一つ。
ドゥルガー・シン
ヴィシュヌの第三世代型IS。キックによる攻撃がメインとなっている。待機形態は赤い蝶タイ。
スカイ・ハイ
スラスターをジャンプ台代わりとして跳び越え、上空から威力の高いキックを発動させる。
拡散弓クラスター・ボウ
弓型の武器。発動時にエネルギー状の矢が複数本、放射状に広がる仕様であり、命中率及び出力も高い。一夏曰く「射撃の下手な俺でも当てられそう」。
ロウ・アンド・ハイ
脚部よりエネルギー刃を放出する。
オーランディ・ブルーム
ロランツィーネの第三世代型IS。待機形態はアクセサリーの付いたチョーカー。
スピーシー・プランター
両手持ちのプラズマライフル。
レイピア・カウス
スピーシー・プランターの銃身部を取り払い持ち手部分より緑の細い刀身を伸ばす。
ヴァイン・アームズ
グローバル・メテオダウン
ファニールとオニールの第三世代型IS。従来のISとは異なり、二人乗りとなっている。待機形態は2人が使用するマイクであり、ファニールが青いマイク、オニールが赤いマイクとなっている。
スターダスト・シュート
二挺の拳銃
ソニックブレイド
二本の刀で対象を切りつける
サウンド・ビット
ヘル・アンド・ヘヴン
ベルベットの第三世代型IS。氷と炎の2つの属性を持つ攻撃を得意としており、刃先が金色でコーティングされた剣寄りのハルバートを搭載している。脚部にコンテナが左右三つずつあり、ミサイルなどを搭載している。待機形態は普段から着用している眼鏡。
ヒートウインド
脚部の一番外側のコンテナ部から発射されるマイクロミサイル。
ファイアーストーム
脚部の一番内側のコンテナ部から発射されるミサイル。
ダークレイン
脚部の真ん中のコンテナ部から射出される榴弾。
スヴェントヴィト
クーリェの第三世代型IS。待機形態は熊のぬいぐるみ「ぷーちゃん」。
バルディッシュ
刃がピンク色のビームで構成されている二対の長柄状の槍型武器。通常は腰に8本装備されている。ビーム部分の形状は変えることができ大槌のような形にも変形できる。
グスタフ
黒い大剣。
テンカラット・ダイヤモンド
グリフィンのIS。待機形態はミサンガ。
ダイヤナックル
腰の近くに浮遊している武装。四本指の掌のような形をしている。敵に真っ直ぐに飛ばして攻撃する。
ルミナスブレイク
ストーンレイン
肩の近くを浮遊している武装。銃火器が搭載されており、分離飛行させながらの射撃が行える。

## 用語解説

### 条約と規定
アラスカ条約
正式名称は、「IS運用協定」。IS条約とも呼ばれる。21の国と地域が参加して成立した。
軍事転用が可能になったISの取引などを規制すると同時に、ISの技術を独占的に保有していた日本への情報開示とその共有を定めた協定。IS学園もこの協定に基づいて設置されている。
モンド・グロッソ
アラスカ条約に参加している国を中心に行われるIS同士での対戦の世界大会。格闘・射撃・近接・飛行など、部門ごとにさまざまな競技に分かれ、各国の代表が競うことになる。各部門の優勝者は「ヴァルキリー（Valkyrie）」と呼ばれ、総合優勝者には最強の称号「ブリュンヒルデ」が与えられる。第一回大会で千冬が優勝。第二回大会で千冬が棄権したため、対戦相手のアリーシャは不戦勝となったが、「ブリュンヒルデ」を辞退したため、一般的には「ブリュンヒルデ」と言えば千冬となる。

### IS学園関連
IS学園
アラスカ条約に基づいて日本に設置された、IS操縦者育成用の特殊国立高等学校。操縦者に限らず専門のメカニックなど、ISに関連する人材はほぼこの学園で育成される。また、学園の土地はあらゆる国家機関に属さず、いかなる国家や組織であろうと学園の関係者に対して一切の干渉が許されないという国際規約があり、それゆえに他国のISとの比較や新技術の試験にも適しており、そういう面では重宝されている。ただしこの規約は半ば有名無実化しており、全く干渉されないわけではないというのが実情である。
敷地内にはIS訓練用のアリーナのほか、2人1部屋の学生寮や食堂、大浴場も設けられている。
IS学園の制服は個人でのカスタムが自由となっている。学年毎に胸元のリボンの色が違い、1年は青、2年は黄、3年は赤となっている。一方、水着と体操着は学園から指定されているものがあり、紺色の旧型スクール水着とブルマーが指定されている。これらは見た目はともかく、素材としては最新のものが使われている。
専用機を所持しているのは1年生7人、2年生では2人、3年生では1人のみ。
行事
基本的に「一夏とその周辺」が原因で起きるトラブルで行事の悉くが中止となっている。
クラス対抗戦（リーグマッチ）
クラス代表を選定し、ISで戦う。1年1組からは一夏がセシリアから権利を譲り受け出場、1年2組は鈴音が元々決まっていたクラス代表から権利を譲り受け出場。その他のクラス代表は不明。一夏と鈴音の試合中にゴーレムIが乱入したことにより中止となる。
ツーマンセルトーナメント（学年別トーナメント）
本来は「個人戦」だったが前回のアクシデントを考慮し、2人1組となりISで戦う。第1試合の最中にラウラのISが暴走したことにより中止となり、残りの生徒はデータ測定目的とした一回戦のみ行った。
箒が「（自分が）優勝したら付き合ってもらう」と一夏に宣言したのを他の生徒に聞かれて噂となり、巡り巡って「優勝した者は織斑一夏と交際できる」とされていた。前述の通り、大会そのものは中止となったことで優勝者への褒賞（とされた噂）は無効となったと知った生徒たちは悲嘆にくれた。
臨海学校
厳密には「校外実習」でISの各種装備のテストを行う。旅館「花月荘」にて2泊3日のうち、1日目が自由行動。2日目に装備試験の予定だったが、銀の福音暴走事件が起こり中断、鎮圧に駆り出された専用機持ち以外は宿舎内の各部屋で待機となる。
キャノンボール・ファスト
ISを使用し疾走するレース。安全性が約束されているので妨害が認められている。アクシデントにより中止となる。
専用機限定タッグマッチ
再び、行われた2人1組のISの模擬戦闘。一夏は楯無の依頼により彼女の妹の簪と組んだことで、組もうと思っていた主なヒロインたちから恨まれることになる。ゴーレムIIIの乱入により中止。

### 事件
白騎士事件
作中時間で約10年前。束によってISの存在が発表されてから1カ月後に起きた事件。日本を射程距離内とするミサイルの配備されたすべての軍事基地のコンピュータが一斉にハッキングされ、2341発以上のミサイルが日本へ向けて発射されるも、その約半数を搭乗者不明のIS「白騎士」が迎撃した上、それを見て「白騎士」を捕獲もしくは撃破しようと各国が送り込んだ大量の戦闘機や戦闘艦などの軍事兵器の大半を無力化した事件。この事件での死者は皆無だった。この事件以降、ISとその驚異的な戦闘能力に関心が高まることとなった。
このハッキングを行ったのは束であり、この事件は世界にISの価値を示すために行ったマッチポンプだったが、前述のとおり「宇宙開発のためのマルチフォーム・スーツ」ではなく、「既存の兵器全てを上回る超兵器」としか認識されなかった。
一夏の誘拐事件
第2回モンド・グロッソ決勝戦当日、織斑千冬の弟、織斑一夏が正体不明の謎の組織に誘拐された事件。この事件は世間一般には公表されていない。この事件の主犯として亡国機業（ファントム・タスク）が関わっていることが5巻で明らかになった。
千冬は一夏を救出するために決勝戦を棄権し、ISを纏ったまま跳び出して現場に直行。そのまま一夏を無傷で救出したが、たとえ世界最強と呼ばれようとも（むしろ、そう呼ばれる立場になったことで）たった一人の弟を危険に晒したことは千冬にとっての負い目となり、「ブリュンヒルデ」という称号で呼ばれることを忌避するようになる。第1回モンド・グロッソの優勝者であり第2回大会の優勝候補筆頭の千冬が不戦敗となったことで、モンド・グロッソの連覇を逃したことは大きな話題となった。
その当時、ドイツ軍は独自の情報網から一夏の居場所を特定し、千冬に伝えた。この見返りとして千冬は約1年の間、ドイツ軍のIS教官を務め、その時にラウラと出会うことになる。
なお、この事件については作中でも時期がハッキリと明記されていないが、情報を総合すると3〜4年前になる（千冬のドイツへの出向に「1年」、IS学園赴任までに「約1年」、入学式当日のSHRでのバカ騒ぎを「毎年」と言っている以上、「1年以上」は勤めている）。アニメでは攫われた一夏が回想シーンで「学生服」を着ていたので中学入学前〜中学生の時期とわかる。
福音事件
「銀の福音」の暴走事件。テスト飛行中だった銀の福音が謎の暴走を起こす。事件解決後に千冬が束の仕業である可能性を示唆している。
修学旅行襲撃事件（アニメ版のみ）
一夏たちIS学園一年生が修学旅行に出かけた際に、搭乗していたモノレールに時限式の爆弾がセットされ、さらにハッキングされて暴走した事件。同時にファントム・タスクの襲撃をも招いたが、一夏たちの活躍によって間一髪の所で爆弾とハッキングの処理に成功した。後に束が「ちーちゃん（千冬）を楽しませたかったから」という理由で起こした事件であることが明らかにされている。

### 組織・企業
国際IS委員会
国家のIS保有数や動きなどを監視する委員会。IS条約に基づいて設置された国際機関。現在の議題は一夏をどの国の所属にするかである。
倉持技研
「白式」の元々の製作・開発室。後付装備の開発もここが担当している。しかし、白式の特性に加え、白式自体が雪片弐型と雪羅以外の後付装備を拒絶しているため、未だ専用の後付装備の完成には至っていない。元々は「打鉄弐式」の開発も行われていたが、白式の解析と装備開発にスタッフが割かれてしまい、7割方組み立てられた時点で放置されてしまっていた。その後は白式のデータを基にした「次期量産機開発計画」を画策している。
デュノア社
シャルロットの実家。量産機ISのシェアが世界第3位の大企業。しかし、設立当初から技術・情報力不足に悩まされ、未だ生産できるISが第2世代止まりであることから経営危機に陥る。経営危機の回避のための苦肉の策として、シャルロットを男装させ広告塔および第3世代以降のISのデータ収集のために（という建前で）IS学園へ送り込む。
シュヴァルツェ・ハーゼ
ドイツのIS配備特殊部隊。通称「黒ウサギ隊」。部隊章は眼帯をした黒ウサギ。ドイツ国内にある10機のISのうち、3機を保有している名実ともに最強の部隊。隊長のラウラをはじめ全員が肉眼へのIS用補佐ナノマシン移植者であり、肉眼の保護と部隊の誇りとして眼帯を装着している。ラウラと部隊員との間にはわだかまりがあったが現在は改善されている。メンバーはラウラとクラリッサをはじめ、ネーナ、ファルケ、マチルダ、イヨの計6人が確認されている。
ヴォーダン・オージェ（オーディンの瞳）
ラウラを初めとしたシュヴァルツェ・ハーゼの隊員たちの瞳に移植された、疑似ハイパーセンサー。ISの適合性を向上させるための処置の一環で、脳への視覚信号の伝達速度の飛躍的な高速化と、超高速戦闘下での動体反射を向上させた。理論上不適合などのリスクはないと言われたが、移植されたラウラの左目は変色し、制御不能となった。その後、あらゆる訓練で後れを取ることとなり、「できそこない」という烙印の象徴となった。
亡国機業（ファントム・タスク）
裏の世界で暗躍する秘密結社。第二次世界大戦中に設立して以来、50年以上もの活動をしている。組織は「運営方針を決める幹部会」と「実働部隊」の2つに分けられるものの、組織の目的や存在理由や規模などの詳細が一切不明の謎が多い組織であり、アニメ版の監督である菊地康仁もアニメ雑誌のインタビューにて「（亡国機業は）ISメーカーの一つである」「基本的にはテロリスト集団で世界を戦場にしたい」と発言を二転三転させて詳細の言明を避けている。
5巻で一夏の誘拐事件がこの組織によって行われていたことが判明するが、その理由は未だに不明。
アニメ版では第2期より登場。
名も無き兵たち（アンネイムド）
米軍特殊部隊。「隊長」も含め隊員全員が国籍も民族も宗教も名前も無く、米軍所属であるが記録上、書類上どこにも存在されない部隊。
ゴーレムIIIから回収された未登録コアと「白式」を強奪するため、IS学園がハッキングされてシステムダウンした時と同じ頃に襲撃する。
しかし、「隊長」は千冬と真耶に拘束され、他の隊員も駆け付けた一夏によって倒されたため、失敗に終わる。

### IS以外の兵器
剥離剤（リムーバー）
ISを装着解除させる兵器。効果は強力であるが、一度使用すると装着解除させたIS（正確にはコア）には耐性が付いてしまい、そのISには二度と使用できなくなる上、耐性がつくことでISの遠隔コールを可能にさせてしまう。
EOS（エクステンデッド・オペレーション・シーカー）
国連が開発したパワードスーツ。しかしその実態は、あって無いようなパワーアシスト（しかもエネルギー節約のためにオフがデフォルト）、重たすぎる機体、シールドが無いのに生身の身体が露出、反動が強すぎて使い辛いことこの上なしな火器、30キロものバッテリーを背負っているとは思えない短すぎる最大作戦行動時間（わずか10数分）と、欠陥が多い。
織斑千冬曰く「PKOなどで多大なシェアを獲得するだろう」とのこと。

### 織斑計画
別名「プロジェクト・モザイカ」。遺伝子操作により『最高の人間』を造り出すという計画。
天然素体である篠ノ之束が確認されたことにより、計画は放棄・凍結された。

## 制作背景
以前出した企画が没になった弓弦は、原点回帰として自身の書きたいジャンルの執筆をスタートさせた。その中で後に完成する本作でも受け継がれている「メカ」「美少女」「各国家代表」の要素を盛り込みつつも、当初は「対決する両国の国民を100人ずつ集めて、そこで互いの国家アイドルが歌ったり踊ったりして、投票の多かった方が勝ち」という本作よりも軽いノリでバトルを繰り広げるという作風だった。ただ、これだとゲームに近い構成になることから、改めてライトノベル風になるように改稿を重ねて最終的に本作が完成した。
キャラクターとメカの両方を描けるイラストレーターは少なく探すのに苦労していた中で、弓弦は偶然インターネットでokiuraの絵を発見し、「ロボットの美少女化が上手い」と感じた。この時点で既に実績のあるイラストレーターも数名候補に挙がっていたが、弓弦は上手い人は良くも悪くもテンプレート描きをすることから斬新さがないと感じており、「作品も読者と一緒に成長していかなくてはならない」との思いから伸びしろのある人が良いと考え、okiuraを起用することに決めた。なお、作家自身がイラストレーターを探すのは珍しいが、このことについて弓弦は自身で選んだイラストレーターでないと勝負を賭けられないと思ったと述べている。

## 既刊一覧

### MF文庫J版
| タイトル                           | 初版第一刷発行日 | 発売日         | ISBN              |
| ---------------------------------- | ---------------- | -------------- | ----------------- |
| IS 〈インフィニット・ストラトス〉  | 2009年5月31日    | 2009年5月25日  | 978-4-8401-2788-2 |
| IS 〈インフィニット・ストラトス〉2 | 2009年8月31日    | 2009年8月25日  | 978-4-8401-2870-4 |
| IS 〈インフィニット・ストラトス〉3 | 2009年12月31日   | 2009年12月25日 | 978-4-8401-3086-8 |
| IS 〈インフィニット・ストラトス〉4 | 2010年3月31日    | 2010年3月25日  | 978-4-8401-3179-7 |
| IS 〈インフィニット・ストラトス〉5 | 2010年6月30日    | 2010年6月25日  | 978-4-8401-3428-6 |
| IS 〈インフィニット・ストラトス〉6 | 2010年12月31日   | 2010年12月24日 | 978-4-8401-3516-0 |
| IS 〈インフィニット・ストラトス〉7 | 2011年4月10日    | 2011年4月8日   | 978-4-8401-3856-7 |

### オーバーラップ文庫版
| タイトル                                | 初版第一刷発行日 | 発売日        | ISBN                                                         |
| --------------------------------------- | ---------------- | ------------- | ------------------------------------------------------------ |
| IS 〈インフィニット・ストラトス〉（1）  | 2013年4月25日    | 2013年4月25日 | 978-4-906866-05-2                                            |
| IS 〈インフィニット・ストラトス〉（2）  | 2013年4月25日    | 2013年4月25日 | 978-4-906866-06-9                                            |
| IS 〈インフィニット・ストラトス〉（3）  | 2013年5月25日    | 2013年5月25日 | 978-4-906866-07-6                                            |
| IS 〈インフィニット・ストラトス〉（4）  | 2013年6月25日    | 2013年6月25日 | 978-4-906866-08-3                                            |
| IS 〈インフィニット・ストラトス〉（5）  | 2013年7月25日    | 2013年7月25日 | 978-4-906866-09-0                                            |
| IS 〈インフィニット・ストラトス〉（6）  | 2013年8月25日    | 2013年8月25日 | 978-4-906866-10-6                                            |
| IS 〈インフィニット・ストラトス〉（7）  | 2013年9月25日    | 2013年9月25日 | 978-4-906866-11-3                                            |
| IS 〈インフィニット・ストラトス〉（8）  | 2013年4月25日    | 2013年4月25日 | 978-4-906866-12-0（通常版） 978-4-906866-04-5（DVD付特装版） |
| IS 〈インフィニット・ストラトス〉（9）  | 2014年4月25日    | 2014年4月25日 | 978-4-906866-36-6                                            |
| IS 〈インフィニット・ストラトス〉（10） | 2015年7月25日    | 2015年7月25日 | 978-4-86554-046-8                                            |
| IS 〈インフィニット・ストラトス〉（11） | 2017年5月25日    | 2017年5月25日 | 978-4-86554-213-4                                            |
| IS 〈インフィニット・ストラトス〉（12） | 2018年4月25日    | 2018年4月25日 | 978-4-86554-336-0                                            |

## 漫画

### 月刊コミックアライブ版
小説（原作）を元にしたコミカライズ版。2010年7月号（本格連載は2010年8月号）から2012年9月号まで連載。第3話（連載第4回）からはZengo!が構成協力している。テレビアニメ最終回までと同範囲の原作エピソードが漫画化され完結している。
| タイトル                            | 発売日         | ISBN              |
| ----------------------------------- | -------------- | ----------------- |
| IS 〈インフィニット・ストラトス〉 1 | 2010年12月22日 | 978-4-8401-3717-1 |
| IS 〈インフィニット・ストラトス〉 2 | 2011年3月23日  | 978-4-8401-3772-0 |
| IS 〈インフィニット・ストラトス〉 3 | 2011年9月22日  | 978-4-8401-4043-0 |
| IS 〈インフィニット・ストラトス〉 4 | 2012年1月23日  | 978-4-8401-4401-8 |
| IS 〈インフィニット・ストラトス〉 5 | 2012年9月21日  | 978-4-8401-4722-4 |

### 月刊サンデーGX版
2013年6月号から2020年3月号まで連載。
| タイトル                            | 発売日         | ISBN              |
| ----------------------------------- | -------------- | ----------------- |
| IS 〈インフィニット・ストラトス〉 1 | 2013年11月19日 | 978-4-09-157360-5 |
| IS 〈インフィニット・ストラトス〉 2 | 2014年6月19日  | 978-4-09-157379-7 |
| IS 〈インフィニット・ストラトス〉 3 | 2014年12月19日 | 978-4-09-157400-8 |
| IS 〈インフィニット・ストラトス〉 4 | 2015年7月17日  | 978-4-09-157422-0 |
| IS 〈インフィニット・ストラトス〉 5 | 2016年7月19日  | 978-4-09-157452-7 |
| IS 〈インフィニット・ストラトス〉 6 | 2017年8月18日  | 978-4-09-157494-7 |
| IS 〈インフィニット・ストラトス〉 7 | 2019年9月19日  | 978-4-09-157574-6 |
| IS 〈インフィニット・ストラトス〉 8 | 2020年3月19日  | 978-4-09-157593-7 |

### あいえすっ!
ISのキャラクターをデフォルメ調にした公式パロディギャグ漫画で、スピンオフ作品。『月刊コミックアライブ』2011年2月号から2012年10月号まで連載。漫画の形式は4コマ漫画となっているが、通常のコマ割り形式のショートストーリーも掲載される。
| タイトル     | 発売日        | ISBN              |
| ------------ | ------------- | ----------------- |
| あいえすっ!1 | 2011年9月22日 | 978-4-8401-4044-7 |
| あいえすっ!2 | 2012年9月21日 | 978-4-8401-4723-1 |

### 公式アンソロジーコミック
数名の漫画家が、各自のISショートストーリー漫画を寄せた公式アンソロジーコミックス。コミカライズ版の赤星健次、『あいえすっ!』の今拓人も参加している。
| タイトル                                                     | 発売日        | ISBN              |
| ------------------------------------------------------------ | ------------- | ----------------- |
| IS<インフィニット・ストラトス> 公式アンソロジーコミック      | 2011年9月22日 | 978-4-8401-4045-4 |
| IS<インフィニット・ストラトス>2 【公式】アンソロジーコミック | 2014年1月23日 | 978-4-906866-57-1 |

### シュガー&ハニー
シャルロットの視点から描いたスピンオフ作品。オーバーラップ文庫公式サイト上にて2013年6月25日より2014年7月25日まで連載。
| タイトル                                         | 発売日         | ISBN              |
| ------------------------------------------------ | -------------- | ----------------- |
| IS<インフィニット・ストラトス> シュガー&ハニー 1 | 2013年12月25日 | 978-4-906866-51-9 |
| IS<インフィニット・ストラトス> シュガー&ハニー 2 | 2014年9月25日  | 978-4-86554-004-8 |

### ブラックバニー/ホワイト･ビター
ラウラの視点から描いたスピンアウトコミック企画第2弾。オーバーラップ文庫公式サイト上にて2015年8月25日より2016年8月26日まで連載。
| タイトル                                                        | 発売日         | ISBN              |
| --------------------------------------------------------------- | -------------- | ----------------- |
| IS<インフィニット・ストラトス> ブラックバニー/ホワイト･ビター 1 | 2016年3月25日  | 978-4-86554-115-1 |
| IS<インフィニット・ストラトス> ブラックバニー/ホワイト･ビター 2 | 2016年10月25日 | 978-4-86554-166-3 |

## テレビアニメ
2008年9月にサテライトから独立して設立された、エイトビットの初単独制作作品である。
主に人物をアニメーターによる手描き、ISなどのメカニックを3DCGによる描画と描き分けたうえで組み合わせているが、ISの戦闘シーンでは引きの絵になると人物も3DCGで描かれている。
第1期
2011年1月から同年3月まで、TBS、BS-TBSほかにて放送された。全12話。原作第1巻から第3巻までをアニメ化。監督は2008年放送の『マクロスF』でも監督を務めた菊地康仁、シリーズ構成は2007年放送の『CLANNAD』でもシリーズ構成を務めた志茂文彦、キャラクターデザイン・総作画監督は2004年放送の『下級生2 〜瞳の中の少女たち〜』でもキャラクターデザインを務めた倉嶋丈康、メカニックデザインは『マクロスF』でもメカニックデザインを務めた高倉武史がそれぞれ担当している。
2011年4月11日付のオリコン・BD週間チャートにて、BD第1巻が初登場総合1位を獲得した。
2011年12月7日には、最終話の後日談OVA『IS アンコール“恋に焦がれる六重奏”』が発売された。原作で唯一のオムニバス形式である第4巻に収録された、「真夏の夜の夢」と「恋に騒がす五重奏」のエピソードを織り交ぜた内容となっている。なお、本作ではオープニングテーマはテレビシリーズ同様、栗林みな実の「STRAIGHT JET」（映像もテレビシリーズのまま）であるが、エンディングのみ篠ノ之箒のキャラクターソング「ベストパートナー」と、それに合わせた新作映像となっている。収録時間は本編約27分。
第2期
2013年4月20日に開催されたオールナイトフェスティバルにて、第2期の制作が発表された。『IS 〈インフィニット・ストラトス〉 2』のタイトルで2013年10月から同年12月まで、TBS、BS-TBSほかにて放送された。全12話。原作第4巻から第7巻までをアニメ化。
メインスタッフは多くが前期から続投しているが、原作の出版社移行に伴ってキャラクター原案やメカニックデザインにCHOCO（麦谷興一）が参加している。また、前期でキャラクターデザイン・総作画監督を担当した倉嶋は諸事情で降板したため、2009年放送の『生徒会の一存』などで知られる堀井久美が後任として参加している。
テレビ放送では中盤以降に制作が追いつかず背景画などで間に合わせた部分が散見されたが、BD/DVDでは本来のものへ差し替えられている。
原作第8巻に収録の『ワールド・パージ編』をアニメ化したOVAが2014年11月26日に発売、また、各配信サイトで発売日に同時配信。

### スタッフ
|                               | 第1期                                                             | 第2期                               |
| ----------------------------- | ----------------------------------------------------------------- | ----------------------------------- |
| 原作                          | 弓弦イズル                                                        | 弓弦イズル                          |
| キャラクター原案              | okiura                                                            | CHOCO                               |
| 監督                          | 菊地康仁                                                          | 菊地康仁                            |
| シリーズディレクター          | N/A                                                               | 登坂晋                              |
| シリーズ構成                  | 志茂文彦                                                          | 弓弦イズル インフィニット・スタッフ |
| キャラクターデザイン          | 倉嶋丈康                                                          | 堀井久美 清水空翔（サブ）           |
| メカニックデザイン            | 高倉武史                                                          | 高倉武史                            |
| メカニックデザイン            | N/A                                                               | 麦谷興一                            |
| CGIディレクター               | 井野元英二                                                        | 井野元英二                          |
| 美術監督                      | 吉原俊一郎                                                        | 吉原俊一郎                          |
| 色彩設計                      | 中山久美子                                                        | 村上智美                            |
| 撮影監督                      | 荒幡和也                                                          | 田中恒嗣                            |
| 編集                          | 木村佳史子                                                        | 木村佳史子                          |
| 音響監督                      | 中嶋聡彦                                                          | 中嶋聡彦                            |
| 音響監督                      | 三間雅文                                                          | N/A                                 |
| 音楽                          | 七瀬光                                                            | 七瀬光                              |
| 音楽制作                      | ランティス                                                        | ランティス                          |
| 音楽プロデューサー            | 小池克実                                                          | 鈴木めぐみ                          |
| プロデューサー                | 岩崎篤史、田中豪                                                  | 岩崎篤史、田中豪                    |
| プロデューサー                | 金田一健、小池克実 高橋なおみ、土井美佳                           | 櫻井優香、石塚正俊                  |
| アニメーション プロデューサー | 葛西励                                                            | N/A                                 |
| アニメーション制作            | エイトビット                                                      | エイトビット                        |
| 製作協力                      | メディアファクトリー                                              | オーバーラップ                      |
| 製作協力                      | ランティス、エイトビット ソニー・ミュージックコミュニケーションズ |                                     |
| 製作                          | Project IS、TBS                                                   | Project IS、TBS                     |

### 主題歌
第1期
「STRAIGHT JET」
オープニングテーマ。作詞・歌は栗林みな実、作曲・編曲は菊田大介。
「SUPER∞STREAM」
エンディングテーマ。作詞はこだまさおり、作曲・編曲は山口朗彦。歌は篠ノ之箒（日笠陽子）、セシリア・オルコット（ゆかな）、凰鈴音（下田麻美）、シャルロット・デュノア（花澤香菜）、ラウラ・ボーデヴィッヒ（井上麻里奈）。
第1話は箒のみ、第2話からはセシリア、第4話からは鈴、第6話からはシャルロットが順に追加されメインボーカルとして歌唱。第8話からはラウラが歌い手として追加され、オリジナル（CD）バージョンが用いられた。映像は歌い手に合わせて各話ごとに細部が異なる。
「ベストパートナー」
OVAのエンディングテーマ。作詞はこだまさおり、作曲・編曲は山田高弘、歌は篠ノ之箒（日笠陽子）。
第2期
「True Blue Traveler」
オープニングテーマ。作詞・歌は栗林みな実、作曲・編曲は菊田大介。
「BEAUTIFUL SKY」
エンディングテーマ。作詞はこだまさおり、作曲・編曲は山口朗彦。歌は篠ノ之箒（日笠陽子）、セシリア・オルコット（ゆかな）、凰鈴音（下田麻美）、シャルロット・デュノア（花澤香菜）、ラウラ・ボーデヴィッヒ（井上麻里奈）、更識簪（三森すずこ）、更識楯無（斎藤千和）。
第1話から第8話までは箒、セシリア、鈴、シャルロット、ラウラが歌唱し、第9話からは簪が、第12話およびOVAでは楯無が歌い手として追加され歌唱した。映像は各話ごとに細部が異なる。

### 評価
BD第1期第1巻の初週推定売上は21,574枚、DVD第1期第1巻の初週推定売上は7,794枚をそれぞれ記録している。BD第2期第1巻の初週推定売上は18,758枚、DVD第2期第1巻の初週推定売上は4,808枚をそれぞれ記録している。
「ニュータイプアニメアワード2011」ではメカデザイン賞で3位、作品賞で8位を獲得している。「ニュータイプアニメアワード2013-2014」ではメカデザイン賞で10位を獲得している。
「アニメキャラ大賞2011」では「かわいかったで賞」でシャルロット・デュノアが4位を獲得している。

### 各話リスト
| 話数               | サブタイトル                                     | 脚本              | 絵コンテ                                     | 演出                      | 作画監督                                                 | 総作画監督        |
| 第1期              | 第1期                                            | 第1期             | 第1期                                        | 第1期                     | 第1期                                                    | 第1期             |
| ------------------ | ------------------------------------------------ | ----------------- | -------------------------------------------- | ------------------------- | -------------------------------------------------------- | ----------------- |
| 第1話              | クラスメイトは全員女                             | 志茂文彦          | 菊地康仁                                     | 松田清                    | 小倉典子（レイアウト）                                   | 倉嶋丈康          |
| 第2話              | クラス代表決定戦!                                | 志茂文彦          | 祝浩司                                       | 祝浩司                    | 川崎愛香                                                 | 倉嶋丈康          |
| 第3話              | 転校生はセカンド幼なじみ                         | 志茂文彦          | 林直孝                                       | 林直孝                    | 杉村友和                                                 | 倉嶋丈康          |
| 第4話              | 決戦!クラス対抗戦（リーグマッチ）                | 志茂文彦          | 菊地康仁                                     | 吉沢俊一                  | いがりたかし                                             | 倉嶋丈康          |
| 第5話              | ボーイ・ミーツ・ボーイ                           | 志茂文彦          | 松田清                                       | 松田清                    | 橋本貴吉（レイアウト）                                   | 倉嶋丈康          |
| 第6話              | ルームメイトはブロンド貴公子（ジェントル）       | 志茂文彦          | 山本裕介                                     | 米田光宏                  | 町田真一                                                 | 倉嶋丈康          |
| 第7話              | ブルー・デイズ / レッド・スイッチ                | 北条千夏          | 祝浩司                                       | 山田弘和                  | 尾崎正幸                                                 | 倉嶋丈康          |
| 第8話              | ファインド・アウト・マイ・マインド               | 冨岡淳広          | 福田道生                                     | 吉沢俊一                  | 松田寛、高乗陽子                                         | 倉嶋丈康          |
| 第9話              | 海に着いたら十一時!（オーシャンズ・イレブン）    | 志茂文彦          | 山本裕介                                     | 大野和寿                  | 佐々木貴宏、塚田浩徳                                     | 倉嶋丈康          |
| 第10話             | その境界線の上に立ち（シン・レッド・ライン）     | 北条千夏          | 松田清                                       | 河村智之                  | 小倉寛之                                                 | 倉嶋丈康          |
| 第11話             | ゲット・レディ                                   | 冨岡淳広          | 菊地康仁                                     | 米田和博                  | 皆川一徳                                                 | 倉嶋丈康          |
| 第12話             | 君の名は（ユア・ネーム・イズ）                   | 志茂文彦          | 菊地康仁                                     | 松田清                    | 入江篤、小美戸幸代 山本周平                              | 倉嶋丈康          |
| アンコール （OVA） | 恋に焦がれる六重奏                               | 志茂文彦          | 山本裕介                                     | 阿部達也                  | 山村俊了、小美戸幸代                                     | 倉嶋丈康          |
| 第2期              |                                                  |                   |                                              |                           |                                                          |                   |
| 第1話              | 一夏（ひとなつ）の想いで                         | いちば絲          | 寺東克己、登坂晋 清水空翔                    | 登坂晋                    | 平山円、清水空翔                                         | 堀井久美 清水空翔 |
| 第2話              | 恋スル☆舌下錠（ハート・ペインキラー）            | いちば絲          | 藤森カズマ                                   | 秋田谷典昭                | 門智昭                                                   | 西澤真也          |
| 第3話              | 硝子少女（シンデレラ・ヒール）の透色和音         | 服部里駆          | 米田光宏                                     | 米田光宏                  | 近藤奈都子、國行由里江                                   | 西澤真也 堀井久美 |
| 第4話              | ミステリアス・レイディ                           | 服部里駆          | 福田道生                                     | 佐藤和麿                  | 小美戸幸代                                               | 清水空翔          |
| 第5話              | ラブリー・スタイル                               | いちば絲          | 寺東克己                                     | 根岸宏樹                  | 西岡夕樹                                                 | 西澤真也          |
| 第6話              | 乙女の矜持（ザ・シークレット・ベース）           | 鴻野貴光          | 石倉賢一                                     | 森義博                    | 山内則康、小澤円 実原登                                  | 堀井久美 清水空翔 |
| 第7話              | シスターズ                                       | 服部里駆          | 寺東克己                                     | 浅見松雄                  | 相坂ナオキ、武田薫 森田実、飯飼一幸                      | 西澤真也 堀井久美 |
| 第8話              | オープン・ユア・ハート                           | いちば絲          | あべたつや                                   | 石井和彦                  | 鯉川慎平、近藤奈都子                                     | 清水空翔          |
| 第9話              | ヒーローの条件                                   | いちば絲          | 菊地康仁                                     | 西片康人                  | 服部憲知、高瀬さやか 三室健太（エフェクト）              | 西澤真也 堀井久美 |
| 第10話             | クッキング・マイ・ウェイ                         | いちば絲          | 福田道生                                     | 根岸宏樹                  | 西岡夕樹、鯉川慎平 小美戸幸代                            | 清水空翔          |
| 第11話             | 恋こがれ京舞台（ルッキング・フォー・メモリーズ） | いちば絲          | 菊地康仁 福田道生                            | 久保山英一                | 志賀道憲、近藤奈都子                                     | 堀井久美 西澤真也 |
| 第12話             | 少女たちの展翅（ガールズ・オーバー）             | いちば絲          | 菊地康仁                                     | 菊地康仁                  | 近藤奈都子、小美戸幸代 鯉川慎平                          | 堀井久美 清水空翔 |
| OVA                | 分離解体の世界たち（ワールド・パージ）           | 服部里駆 いちば絲 | 菊地康仁、登坂晋 神谷智大、福田道生 小島正士 | 登坂晋、黒田大輔 神谷智大 | 小美戸幸代、福永智子 神谷智大、野崎麗子 門智昭、熊田亜輝 | 堀井久美 清水空翔 |

### 放送局
| 放送地域   | 放送局             | 放送期間                                       | 放送日時                              | 系列                                     | 備考                                                                   |
| 第1期      | 第1期              | 第1期                                          | 第1期                                 | 第1期                                    | 第1期                                                                  |
| ---------- | ------------------ | ---------------------------------------------- | ------------------------------------- | ---------------------------------------- | ---------------------------------------------------------------------- |
| 関東広域圏 | TBSテレビ          | 2011年1月6日 - 3月31日                         | 木曜 25:25 - 25:55                    | TBS系列                                  | 製作局                                                                 |
| 韓国全域   | ANIPLUS            | 2011年1月13日 - 4月7日                         | 木曜 23:30 - 24:00                    | CS放送、IP放送 ケーブルテレビ ネット配信 | 19歳以上視聴可で放送 韓国語字幕あり 第1話は23:00 - 23:30 3月10日、休み |
| 中京広域圏 | 中部日本放送       | 2011年1月13日 - 4月7日                         | 木曜 26:00 - 26:30                    | TBS系列                                  |                                                                        |
| 兵庫県     | サンテレビ         | 2011年1月17日 - 4月4日                         | 月曜 25:40 - 26:10                    | 独立UHF局                                |                                                                        |
| 京都府     | KBS京都            | 2011年1月19日 - 4月6日                         | 水曜 25:00 - 25:30                    | 独立UHF局                                |                                                                        |
| 日本全域   | BS-TBS             | 2011年1月29日 - 3月26日 2011年4月2日 - 4月23日 | 土曜 24:30 - 25:00 土曜 25:00 - 25:30 | BSデジタル放送                           | 4月より放送時間を30分繰り下げ                                          |
| 日本全域   | TBSチャンネル      | 2011年8月7日 - 9月11日                         | 日曜 23:00 - 24:00                    | CS放送                                   | 2話連続放送 放送後3度の再放送あり                                      |
| 日本全域   | TBSチャンネル2     | 2012年10月19日                                 | 金曜 25:00 - 25:30                    | CS放送                                   | アンコール「恋に焦がれる六重奏」を放送                                 |
| 日本全域   | AT-X               | 2013年10月25日 - 2014年1月17日                 | 金曜 22:00 - 22:30                    | CS放送                                   | リピート放送あり アンコール「恋に焦がれる六重奏」も放送                |
| 日本全域   | キッズステーション | 2014年12月9日 - 2015年3月17日                  | 火曜 23:00 - 23:30                    | CS放送                                   | 『エリア23』枠 リピート放送あり アンコール「恋に焦がれる六重奏」も放送 |
| 東京都     | TOKYO MX           | 2015年7月4日 - 9月19日                         | 土曜 22:00 - 22:30                    | 独立局                                   | 東京都内では実質再放送                                                 |
| 第2期      |                    |                                                |                                       |                                          |                                                                        |
| 関東広域圏 | TBSテレビ          | 2013年10月3日 - 12月19日                       | 木曜 25:58 - 26:28                    | TBS系列                                  |                                                                        |
| 韓国全域   | ANIPLUS            | 2013年10月3日 - 12月19日                       | 木曜 26:30 - 27:00                    | CS放送、IP放送 ケーブルテレビ ネット配信 | 19歳以上視聴可で放送 韓国語字幕あり                                    |
| 兵庫県     | サンテレビ         | 2013年10月9日 - 12月25日                       | 水曜 24:30 - 25:00                    | 独立局                                   |                                                                        |
| 中京広域圏 | 中部日本放送       | 2013年10月10日 - 2014年1月9日                  | 木曜 27:13 - 27:43                    | TBS系列                                  |                                                                        |
| 京都府     | KBS京都            | 2013年10月11日 - 12月27日                      | 金曜 25:00 - 25:30                    | 独立局                                   |                                                                        |
| 日本全域   | BS-TBS             | 2013年10月12日 - 12月28日                      | 土曜 25:30 - 26:00                    | BSデジタル放送                           |                                                                        |
| 日本全域   | ニコニコ生放送     | 2013年10月14日 - 12月30日                      | 月曜 23:00 - 23:30                    | ネット配信                               |                                                                        |
| 日本全域   | ニコニコチャンネル | 2013年10月14日 - 12月30日                      | 月曜 23:30 更新                       | ネット配信                               | 有料配信                                                               |
| 日本全域   | バンダイチャンネル | 2013年10月15日 - 12月31日                      | 火曜 12:00 更新                       | ネット配信                               | 有料配信                                                               |
| 日本全域   | TBSチャンネル1     | 2013年11月2日 - 2014年1月18日                  | 土曜 22:00 - 22:30                    | CS放送                                   | リピート放送あり                                                       |
| 日本全域   | dアニメストア      | 2014年3月21日 -                                | オンデマンド                          |                                          |                                                                        |
| 日本全域   | AT-X               | 2014年6月16日 - 9月1日                         | 月曜 23:30 - 24:00                    | CS放送                                   | リピート放送あり                                                       |
| 日本全域   | キッズステーション | 2015年3月24日 - 6月9日                         | 火曜 23:00 - 23:30                    | CS放送                                   | 『エリア23』枠 リピート放送あり                                        |

### 関連商品

#### CD
主題歌シングルCD
| 発売日         | タイトル           | 規格品番            | 備考                              |
| -------------- | ------------------ | ------------------- | --------------------------------- |
| 2011年1月26日  | STRAIGHT JET       | LACM-4777           |                                   |
| 2011年2月16日  | SUPER∞STREAM       | LACM-4780           |                                   |
| 2013年11月6日  | True Blue Traveler | LALM-4001 LALM-4003 | 初回限定盤、通常盤の2種リリース。 |
| 2013年11月20日 | BEAUTIFUL SKY      | LALM-4004           |                                   |

サウンドトラック＆ソングCD
| 発売日         | タイトル                                                           | 規格品番    | 備考 |
| -------------- | ------------------------------------------------------------------ | ----------- | --- |
| 2011年4月6日   | IS 〈インフィニット・ストラトス〉オリジナルサウンドトラック        | LACA-15107  | DISC2に収録されている「STRAIGHT JET」のTVサイズが栗林みな実のボーカルが入っていない「インストゥルメンタルのTVサイズバージョン」だったため、リリース元のランティスでは正規ディスクとの交換を行った。 |
| 2012年3月14日  | IS 〈インフィニット・ストラトス〉VOCAL COLLECTION ALBUM            | LACA-15195  | ヒロイン5人の新キャラクターソングおよびOP・ED主題歌とBD/DVDの初回特典として付属していたキャラクターソング収録。「SUPER∞STREAM」のソロバージョンは未収録である。                                     |
| 2013年12月25日 | IS 〈インフィニット・ストラトス〉2 オリジナルサウンドトラック      | LALA-5006/7 | |
| 2014年3月5日   | IS 〈インフィニット・ストラトス〉2 イグニッション・ハーツ 主題歌集 | LALM-4005   | ゲーム「イグニッション・ハーツ」のOPテーマとEDテーマを収録した主題歌集。 |
| 2016年6月8日   | IS 〈インフィニット・ストラトス〉 コンプリートアルバム             | LALA-5011   | ゲーム「ラブ アンド パージ」のOPテーマやアニメ挿入歌、ヒロイン5人の歌うゲーム「ラブ アンド パージ」のOPテーマを含む全11曲収録。                                                                     |

ドラマCD
| 発売日         | タイトル | 規格品番   | 備考                                                                                                   |
| -------------- | --- | ---------- | --- |
| 2012年12月29日 | IS〈インフィニット・ストラトス〉 華は華なりて華のごとし | OVCI-00010 | コミックマーケット83にて販売された「C83限定 IS〈インフィニット・ストラトス〉特製小説CDパック」の付属。 |
| 2013年11月6日  | IS〈インフィニット・ストラトス〉オリジナルドラマシリーズ Vol.1 feat.篠ノ之箒 〜スウィンギン・イン・ザ・レイン〜                                             | LALA-5001  | |
| 2013年5月29日  | IS〈インフィニット・ストラトス〉オリジナルドラマシリーズ Vol.2 feat.セシリア・オルコット 〜避暑地の恋はほのかに甘く（マイ・スウィート・ビター・メモリー）〜 | LALA-5002  | |
| 2013年6月26日  | IS〈インフィニット・ストラトス〉オリジナルドラマシリーズ Vol.3 feat.凰鈴音 〜いつもキミのそばにいた（スタンド・バイ・ユー）〜                               | LALA-5003  | |
| 2013年7月31日  | IS〈インフィニット・ストラトス〉オリジナルドラマシリーズ Vol.4 feat.シャルロット・デュノア 〜織斑家で朝食を（ホワッツ・ユア・モーニング？）〜               | LALA-5004  | |
| 2013年8月28日  | IS〈インフィニット・ストラトス〉オリジナルドラマシリーズ Vol.5 feat.ラウラ・ボーデヴィッヒ 〜黒ウサギたちのソナチネ（バニーズ・ホッピング・イン・サマー）〜 | LALA-5005  | |
| 2014年1月29日  | IS〈インフィニット・ストラトス〉オリジナルドラマシリーズ Vol.6 feat.更識簪 〜もう一度告白を（セイ・アイ・ラブ）〜                                           | LALA-5008  | |
| 2014年2月26日  | IS〈インフィニット・ストラトス〉オリジナルドラマシリーズ Vol.7 feat.更識楯無 〜私のかわいい-夏くん♪〜                                                       | LALA-5009  | |
| 2014年3月26日  | IS〈インフィニット・ストラトス〉オリジナルボイスドラマ feat. インフィニット・ラバーズ                                                                       | LALA-5010  | |

#### BD / DVD
| 巻数 | 発売日        | 収録話          | 規格品番  | 規格品番  |
| 巻数 | 発売日        | 収録話          | BD        | DVD       |
| ---- | ------------- | --------------- | --------- | --------- |
| 1    | 2011年3月30日 | 第1話 - 第2話   | ZMXZ-7041 | ZMBZ-7031 |
| 2    | 2011年5月25日 | 第3話 - 第4話   | ZMXZ-7042 | ZMBZ-7032 |
| 3    | 2011年6月22日 | 第5話 - 第6話   | ZMXZ-7043 | ZMBZ-7033 |
| 4    | 2011年7月27日 | 第7話 - 第8話   | ZMXZ-7044 | ZMBZ-7034 |
| 5    | 2011年8月24日 | 第9話 - 第10話  | ZMXZ-7045 | ZMBZ-7035 |
| 6    | 2011年9月21日 | 第11話 - 第12話 | ZMXZ-7046 | ZMBZ-7036 |
| OVA  | 2011年12月7日 | OVA             | ZMXZ-7047 | ZMBZ-7037 |
| BOX  | 2013年8月28日 | 全12話+OVA      | ZMAZ-8708 | ZMSZ-8709 |

| 巻数 | 発売日         | 収録話          | 規格品番  | 規格品番  |
| 巻数 | 発売日         | 収録話          | BD        | DVD       |
| ---- | -------------- | --------------- | --------- | --------- |
| 1    | 2013年10月30日 | 第1話           | OVXA-0001 | OVBA-1001 |
| 2    | 2013年12月25日 | 第2話 - 第3話   | OVXA-0002 | OVBA-1002 |
| 3    | 2014年1月29日  | 第4話 - 第5話   | OVXA-0003 | OVBA-1003 |
| 4    | 2014年2月26日  | 第6話 - 第7話   | OVXA-0004 | OVBA-1004 |
| 5    | 2014年3月26日  | 第8話 - 第9話   | OVXA-0005 | OVBA-1005 |
| 6    | 2014年4月23日  | 第10話 - 第11話 | OVXA-0006 | OVBA-1006 |
| 7    | 2014年5月28日  | 第12話          | OVXA-0007 | OVBA-1007 |
| OVA  | 2014年11月26日 | OVA             | OVXN-0021 | OVBA-1020 |

第1期はメディアファクトリー、第2期はオーバーラップから発売。
第1期のBD/DVD第1巻 - 第5巻の初回限定版には、キャラクターの名前が冠されている劇中BGMをモチーフにしたキャラクターソングと「SUPER∞STREAM」の各キャラクターのソロバージョンが収録されたCDが付属している。

### ラジオ番組

#### RADIO IS
2011年1月1日から同年3月26日まで放送された。全7回。また、第8回からは『RADIO IS 延長戦』のタイトルで、2011年4月9日から同年5月21日（全4回）まで、超!A&G+で簡易動画付きで放送された。その後、原作単行本第8巻DVD付特装版には、テレビアニメ第2期の制作決定を記念して『再起動! RADIO IS』が収録された。
テレビアニメ版BD/DVDの第1巻には、このラジオの番宣的内容となっている出張版が収録された。また、第6巻に第1回 - 第3回、OVA『恋に焦がれる六重奏』に第4回 - 第7回を収録したDVDがそれぞれ初回特典として付属している。なお、『RADIO IS 延長戦』はメディア化されていない。
パーソナリティ
- 日笠陽子（篠ノ之箒役）
- 下田麻美（凰鈴音役）

放送日
- 超!A&G+
  - 毎週土曜日 20:30 - 21:00（隔週更新）

- ランティスウェブラジオ
  - 日曜日更新。第1回のみ1日遅れで3週間配信、第2回から8日遅れで隔週更新。バックナンバーはなし。
  - Lantisウェブラジオの日曜更新番組は非常に稀で、『SMILE WAVE』（2006年10月 - 2007年4月）以来である。

コーナー
世界唯一の男
『IS』の主人公・一夏に負けない世界で唯一の特技があるということを「僕は世界で唯一、○○できる男です」という書き出しで送ってもらうコーナー。
幼なじり
『IS』の主人公・一夏の幼馴染を演じる2人が、リスナーが最近ヘコんだことについてまるで幼馴染のように励ますコーナー。
IS学園新聞部
『IS』に出てくる、謎に包まれている部分をピックアップしてリスナーに投げかけ、リスナーはそれについて「自分の憶測でいいので」回答を送ってもらう。
採用されると箒、鈴音、セシリア、シャルロット、ラウラがプリントされている5種類のコースターのうち、出演者の裁量で何枚かが貰える。
告白ジングル
パーソナリティーのどちらかがボックスの中にある単語が書かれた紙を1枚引き、書かれた単語を使って告白をする。番組最後に行われる。
放送回
| 放送回           | 初回放送日                         | ゲスト                                                 |          |          |          |
| RADIO IS         | RADIO IS                           | RADIO IS                                               | RADIO IS | RADIO IS | RADIO IS |
| ---------------- | ---------------------------------- | ------------------------------------------------------ | -------- | -------- | -------- |
| 1                | 2011年1月1日                       |                                                        |          |          |          |
| 2                | 2011年1月15日                      |                                                        |          |          |          |
| 3                | 2011年1月29日                      |                                                        |          |          |          |
| 4                | 2011年2月12日                      |                                                        |          |          |          |
| 5                | 2011年2月26日                      | 花澤香菜（シャルロット役）                             |          |          |          |
| 6                | 2011年3月12日                      | 井上麻里奈（ラウラ役）                                 |          |          |          |
| 7                | 2011年3月26日                      |                                                        |          |          |          |
| RADIO IS 延長戦  |                                    |                                                        |          |          |          |
| 8                | 2011年4月9日                       |                                                        |          |          |          |
| 9                | 2011年4月23日                      | 弓弦イズル（原作者[注 68]） okiura（原作イラスト担当） |          |          |          |
| 10               | 2011年5月7日                       |                                                        |          |          |          |
| 11               | 2011年5月21日                      | 内山昂輝（一夏役）                                     |          |          |          |
| RADIO IS 出張版  |                                    |                                                        |          |          |          |
| 1（巻数）        | 2011年3月30日（BD・DVD発売日）     | ゆかな                                                 |          |          |          |
| 再起動! RADIO IS |                                    |                                                        |          |          |          |
| 8（原作巻数）    | 2013年4月25日（DVD付特装版発売日） | ゆかな                                                 |          |          |          |

#### RADIO IS II
2013年10月12日から同年12月21日まで放送された。全6回。パーソナリティは月替わりで交代。
放送日
- 超!A&G+
  - 毎週土曜日 19：00 - 19：30（隔週更新）

- Lantisウェブラジオ
  - 10月30日 - 2014年1月4日

コーナー
世界で唯一のメール!
ベタな質問でありながらも、他のリスナーの質問と被らないギリギリスレスレで世界で唯一なベタメールを紹介するコーナー。
一夏ありそう
『IS』の主人公・一夏が意識せずにやっていそうな、女性に好かれる振る舞いを紹介するコーナー。
放送回
| 1 | 2013年10月12日 | 日笠陽子、下田麻美               |                          |
| 2 | 2013年10月26日 | 日笠陽子、下田麻美               | 豊口めぐみ（織斑千冬役） |
| 3 | 2013年11月9日  | ゆかな、井上麻里奈               |                          |
| 4 | 2013年11月23日 | ゆかな、井上麻里奈               |                          |
| 5 | 2013年12月7日  | 花澤香菜、三森すずこ（更識簪役） | 斎藤千和（更識楯無役）   |
| 6 | 2013年12月21日 | 花澤香菜、三森すずこ             |                          |
| TBSテレビ 木曜25:25枠        | TBSテレビ 木曜25:25枠               | TBSテレビ 木曜25:25枠 |
| 前番組                       | 番組名                              | 次番組                |
| ---------------------------- | ----------------------------------- | --------------------- |
| アマガミSS                   | IS 〈インフィニット・ストラトス〉   | 緋弾のアリア          |
| TBSテレビ 木曜25:58枠        |                                     |                       |
| ローゼンメイデン（新アニメ） | IS 〈インフィニット・ストラトス〉 2 | 桜Trick               |

## イベント
2011年6月5日に横浜BLITZにてアニメ第1期BD/DVD第1巻購入者限定の抽プレイベント「IS ワンオフ・フェスティバル!」が開催された。司会はニッポン放送アナウンサー吉田尚記。本イベントを収録したBD/DVDは、2011年10月26日に発売された。
2014年4月13日には東京ドームシティホールにてアニメ第2期BD/DVD第1・2巻購入者優先申込制のイベント「IS ワンオフ・フェスティバル2」が昼夜2部制で開催された。司会は更識楯無役の斎藤千和。本イベントを収録したBD/DVDが2014年9月24日に発売された。

## モバイル
ISボイススケジューラ
iPhone／iPod Touch向けにて2012年3月7日に配信開始。無料のスケジューラアプリで、一部の機能は課金制となっており、録り下ろしボイスを収録されている。

## ゲーム
超ヒロイン戦記
PS3とPS Vitaにて2014年2月6日に発売。女性キャラクターを主体としたコンテンツ10作品のクロスオーバー作品。
IS 〈インフィニット・ストラトス〉 2 イグニッション・ハーツ
PS3とPS Vitaにて2014年2月27日発売。開発は5pb.。原作の話を元にオリジナルストーリーを絡めたシミュレーションゲーム。時系列としては「銀の福音」事件〜学園祭まで。
ファミ通の40点満点のクロスレビューでは対応機種ごとにレビューされたが、共に28点という評価だった。
IS 〈インフィニット・ストラトス〉 ヴァーサスカラーズ
PCにてDL版が2014年12月31日発売。アペンドディスクが2015年8月17日に同環境にて発売。
- 主題歌「GALACTIC WORLD」 歌：栗林みな実、作曲：桑原聖、編曲：酒井拓也

IS2 〈インフィニット・ストラトス2〉 ラブ アンド パージ
PS3とPS Vitaにて2015年9月3日発売。開発は5pb.。イグニッション・ハーツの直接の続編。BGMやキャラの立ち絵等も前作を踏襲しつつ新規に作られた物も使用。時系列としては前作イグニッション・ハーツの事件を経た後の「ワールド・パージ」事件後から。
ファミ通の40点満点のクロスレビューでは対応機種はまとめてレビューされ、27点という評価だった。
IS〈インフィニット・ストラトス〉ブレイジング・メモリー
Mobage（AndroidとiOS共に）にて2015年5月7日からサービス開始。2016年3月31日15時にサービス終了。タクティクスバトルゲーム。
IS〈インフィニット・ストラトス〉 アーキタイプ・ブレイカー
PCとAndroidとiOS向けに2017年12月5日からサービス開始。2018年年8月27日14時にサービス終了。公式サイトでは本作では時代設定が2022年に設定されている。

## パチスロ
パチスロ IS〈インフィニット・ストラトス〉
SANKYOより2015年10月より稼働したパチスロ。A+ARTタイプの5号機。